# 涼宮ハルヒの憂鬱 (アニメ)
『涼宮ハルヒの憂鬱』（すずみやハルヒのゆううつ、英語: The Melancholy of Haruhi Suzumiya）は、谷川流のライトノベル作品『涼宮ハルヒシリーズ』を原作とする日本のテレビアニメシリーズ。制作は京都アニメーションが担当し、第1期が2006年4月から7月まで独立UHF局を中心とした11の放送局の深夜枠で全14話が放送された。新作アニメーション（2009年版）は2009年4月から10月にかけて新作14話を加えた全28話が放送された。
本項では2009年放送の新作アニメーションを便宜的に「2009年版」と表記するものとする。

## あらすじ
宇宙人などの存在をいつしか信じなくなっていた平凡な男子・キョンは県立北高校に入学する。キョンが所属するクラスでも一人ずつ自己紹介が行われ、キョンの後ろに座る美少女・涼宮ハルヒの番になると彼女はいきなり「ただの人間には興味ありません。この中に宇宙人、未来人、異世界人、超能力者がいたら、あたしのところに来なさい。以上。」と突飛な自己紹介をする。言葉通り彼女は人間には興味がないらしく、クラスメイトとの交流も断っていたことから孤立していた。そんな中、好奇心を抱いたキョンはハルヒに話しかけ、彼女もキョンとだけは会話をするようになる。ハルヒは自分の求める日常を得られないことに不満を抱えていたが、キョンのとある発言をきっかけに新しい部活を作ることを思いつく。ハルヒはキョンを引き連り込んで文芸部部室を占領し、唯一の文芸部員であった長門有希や萌え担当として上級生の朝比奈みくるを仲間にして「世界を大いに盛り上げるための涼宮ハルヒの団」、略して「SOS団」を立ち上げる。さらに5月という中途半端な時期に転校してきたとの理由で古泉一樹も仲間に加えていった。
しかし、新たに加わった3人はいずれもハルヒが待ち望んでいた宇宙人、未来人、超能力者であり、キョンは彼らからそれぞれ正体を明かされる。彼ら曰く、日常に不満を抱き非日常を望んでいるハルヒ本人が超常現象を起こしている張本人だが、ハルヒ自身にその自覚はないとのこと。彼らはハルヒを観察するために地球に派遣された存在であり、ハルヒを除く団員たちは彼女に振り回される日常を送りながらもその裏で超常現象を起こさせないために動いていくこととなる。

## 登場人物
声の項はアニメシリーズの担当声優。

### SOS団メンバー
キョン
声 - 杉田智和
本作の主人公であり、語り手でもある男子高校生。何も起こらない日常を満喫していたがハルヒが起こす様々なトラブルに巻き込まれる。SOS団メンバーの中で唯一普通の人間であるが、ハルヒの能力や行動にはキョンの存在が大きく影響している。「キョン」とはあだ名であり、親戚が彼の本名をもじって呼び、それを妹が広めたことによって周囲に浸透した。

涼宮ハルヒ（すずみや ハルヒ）
声 - 平野綾
本作のもう一人の主人公。学校一の変人と呼ばれている女子高校生で、超常現象が起きることを望んでいる。行動力がかなり高く、SOS団を立ち上げてキョンたちを強引に巻き込む。キョンに「えらい美人」と評されるほど容姿が優れており、スポーツ万能な上に成績も優秀である。ハルヒ自身は自覚してないものの、世界を自身の思うままに変えてしまう能力を有しており、SOS団メンバーは彼女の能力を目覚めさせないために日夜動いている。

長門有希（）
声 - 茅原実里
文芸部に所属する女子高校生。普段は無口かつ無表情で本を読んでいることが多い。当初は眼鏡をかけていたが、キョンに「してない方が可愛い」と言われて以降は眼鏡を外している。その正体は宇宙人であり、ハルヒを観察するために地球に送り込まれたが、裏でハルヒによって起こされる事件を解決している。なお、物理情報を自在に書き換える能力を有していることから周囲には「何でもできる優秀な人」という認識を持たれている。

朝比奈みくる（）
声 - 後藤邑子
キョンの1学年先輩の女子高校生で、校内ではアイドル的な存在となっている。誰に対しても優しく、頼まれると断れない性格から、ハルヒによって様々なコスプレを強制的にさせられている。その正体は未来人であり、長門と同様にハルヒを観察するために現代へとやってきた。作中では現在のみくるよりも少し未来の世界からやってきた「大人のみくる」が登場する。

古泉一樹（）
声 - 小野大輔
5月中旬に転校してきた男子高校生。爽やかなルックスで他の生徒にも紳士的な振る舞いを見せるが、どこか得体の知れない部分もある。その正体は「機関」に所属する超能力者であり、ハルヒによって作られた閉鎖空間に現れる「神人」と闘っている。

### SOS団メンバーの同級生・家族・関係者
朝倉涼子（）
声 - 桑谷夏子
キョンのクラスメイトで委員長を務める女子高校生であり、社交的な性格からクラスで人気がある。長門と同じマンションに住んでおり、時々彼女に手料理を差し入れている。その正体は宇宙人であり、長門のバックアップでもある。

鶴屋（）さん
声 - 松岡由貴
みくるのクラスメイトの女子高校生。いつも豪快に笑っており、竹を割ったような性格をしている。なお、実家はお金持ちであり、山を所有している。

谷口（）
声 - 白石稔
キョンのクラスメイトの男子高校生で、かなりの女好き。ハルヒと同じ中学校出身で、彼女の奇行は当時から知っていた。

国木田（）
声 - 松元恵
キョンのクラスメイトの男子高校生。キョンとは同じ中学校出身。大人しそうな見た目に反して毒舌キャラであり、作中でキョンに突っ込みを入れるかなり珍しい人物でもある。

キョンの妹
声 - あおきさやか
文字通りキョンの小学5年生の妹で、兄のことを「キョンくん」と呼ぶ。人懐っこい性格をしており、誰とでも仲良くできる。

コンピュータ研究会部長
声 - 小伏伸之
文字通りコンピュータ研究会の部長。知的で端正な顔立ちをしている。ハルヒの作戦で最新のPCを奪われた挙句、その後行方不明になってしまう。

喜緑江美里（）
声 - 白鳥由里
みくると同学年の女子高校生。SOS団に行方不明の彼氏（コンピュータ研究会部長）の捜索依頼のために訪れる。

多丸圭一（）
声 - 井上和彦
古泉の親戚で孤島に別荘を所持する男性。実は古泉と同様に「機関」の人間である。

多丸裕（）
声 - 森川智之
古泉の親戚で多丸圭一の弟。実は古泉と同様に「機関」の人間である。

新川（）
声 - 大塚明夫
孤島の別荘で執事を務める男性。実は古泉と同様に「機関」の人間である。

森園生（）
声 - 大前茜
孤島の別荘でメイドを務める女性。実は古泉と同様に「機関」の人間である。

シャミセン
声 - 緒方賢一
ハルヒが映画撮影時に拾ったオスの三毛猫で、ハルヒが映画内で喋る設定にしたところ彼女の能力によって人語を発した。その後はキョンの家で飼われている。

## 用語
SOS団
正式名称は「世界 (S) を大い (O) に盛り上げるための涼宮 (S) ハルヒの団」。涼宮ハルヒが宇宙人・未来人・超能力者を探し出して一緒に遊ぶために設立したクラブ。団長は涼宮ハルヒ、副団長は古泉一樹がそれぞれ務めている。放課後に文芸部に集まってのんびりとした時間を過ごしているが、不思議なことはなかなか起きないため、SOS団全員で街に繰り出すこともある。なお、SOS団の活動自体が学校で認められているわけではない。

情報統合思念体
「宇宙人」の一形態であり、長門や朝倉を生み出した知的な情報生命体。ハルヒの扱いについては内部で意見が分かれている。

対有機生命体コンタクト用ヒューマノイド・インターフェース
長門や朝倉の正体であり、情報統合思念体が生身を持つ地球人と直接コミュニケーションを図るために派遣した超人的能力を有する人造人間。

未来人
「未来」から来た調査員。過去が自分たちの歴史と異なるものになってしまうと未来人の存在自体が危うくなるため、それを防ぐために歴史を調整することを目的としている。
「機関」
古泉が所属する超能力者の集団。ハルヒをこの世界の創造主（神）だと認識しているが、その扱いについては内部で意見が分かれている。

閉鎖空間
ハルヒのストレスによって現実と隣接する異空間に出現する無人世界。景観は現実の都市と酷似しており、灰色の空が広がっている。

神人（）
閉鎖空間に出現する数十メートルの青白い巨人で、日常に不満を抱くハルヒのストレスから生み出されている。

ENOZ（）
本編エピソード「ライブアライブ」で登場する北高軽音部の有志女子メンバー4名によるバンド。元々原作ではバンド名が無くメンバーも3人だったが、アニメオリジナル要素としてバンド名が付けられ人数も1人増えている。モデルは女性メンバー4名によるバンド「ZONE」であり、ENOZというバンド名はZONEを逆さにしたものである。なお、バンドメンバーの名前はZONEのメンバーからそれぞれ一字ずつ取られている（詳細は以下を参照）。
| ENOZのメンバー | ZONEのメンバー |
| -------------- | -------------- |
| 榎本美夕紀     | 長瀬実夕       |
| 中西貴子       | 大越貴代       |
| 岡島瑞樹       | 斉藤瑞穂       |
| 財前舞         | 栄舞子         |

## 沿革
2005年8月30日 - 『ザ・スニーカー』2005年10月号の涼宮ハルヒ特集にて『涼宮ハルヒの憂鬱』のアニメ化企画が進行中であることが発表される。
2005年10月30日 - 『ザ・スニーカー』2005年12月号にてアニメスタッフが発表される。
2005年12月10日 - アニメ誌にて『涼宮ハルヒの憂鬱』の放送開始時期が2006年4月であることが発表される。
2006年1月26日 - 『月刊少年エース』2006年3月号にて『涼宮ハルヒの憂鬱』のキャストが発表される。
2006年2月3日から12月29日 - ラジオ関西にて『涼宮ハルヒの憂鬱 SOS団ラジオ支部』が放送開始となり、その一週間後にランティスウェブラジオにて配信される。
2006年3月8日 - 「SOS団公式サイト」が開設される。
2006年4月から7月 - 『涼宮ハルヒの憂鬱』（第1期）が放送される。
2007年7月7日 - 朝日新聞にてテレビアニメ第2期が発表される。
2007年12月18日 - 公式HPにて第2期の中止と新作アニメーション（2009年版）の同時発表が行われる。また、メインスタッフも併せて発表される。
2009年4月から10月 - 新作アニメーション（2009年版）が放送される。また、『コンプティーク』2009年7月号にて2009年版が全28話であることが発表される。

## スタッフ

### 第1期
- 原作・構成協力 - 谷川流[69]
- 原作イラスト・キャラクター原案 - いとうのいぢ[69]
- 連載 - 角川スニーカー文庫刊、ザ・スニーカー、少年エース[70]
- 製作総指揮 - 安田猛[71]、宇田川昭次[72]、八田陽子[72]、酒匂暢彦[72]
- 企画 - 井上伸一郎[73]、山下直久[73]
- 超監督 - 涼宮ハルヒ[48][注 9]
- 監督 - 石原立也[69]
- シリーズ構成 - 涼宮ハルヒと愉快な仲間たち[15]
- シリーズ演出 - 山本寛[69]
- キャラクターデザイン・総作画監督 - 池田晶子[69]
- メカニカルデザイン - 海老川兼武[43]
- 美術監督 - 田村せいき[48]
- 色彩設計 - 石田奈央美[48]
- 撮影監督 - 田中淑子[75]
- 編集 - 重村建吾[75]
- 音響監督 - 鶴岡陽太[48]
- 音楽 - 神前暁[48]
- 音楽プロデューサー - 斎藤滋[76]
- 企画プロデューサー - 安田猛[71]、伊藤敦[72]、八田英明[72]
- アソシエイトプロデューサー - 鈴木智子[72]、武智恒雄[72]、中嶋嘉美[72]、室市剛人[72]
- アシスタントプロデューサー - 山口真由美[72]
- アニメーション制作 - 京都アニメーション[69]
- 製作協力 - ビッグショット[48]
- 製作 - SOS団[15]（角川書店[77]、角川エンタテインメント[77]、京都アニメーション[77]、クロックワークス[77]）

### 2009年版
- 原作・構成協力 - 谷川流[16]
- 原作イラスト・キャラクター原案 - いとうのいぢ[16]
- 連載 - 角川スニーカー文庫刊、ザ・スニーカー、少年エース[16]
- 企画 - 安田猛[73]、土川勉[73]、八田陽子[73]、酒匂暢彦[73]、井上俊次[73]
- 団長 - 涼宮ハルヒ[16][注 9]
- 団長代理（総監督[78]） - 石原立也[16]
- 団長補佐（監督[78]） - 武本康弘[16]
- シリーズ構成 - 涼宮ハルヒとやっぱり愉快な仲間たち[16]
- キャラクターデザイン - 池田晶子[16]
- メカニカルデザイン - 海老川兼武[16]
- 総作画監督 - 西屋太志[16]
- 美術監督 - 田村せいき[16]
- 色彩設計 - 石田奈央美[78]
- 撮影監督 - 中上竜太[78]
- 編集 - 重村建吾[78]
- 音響監督 - 鶴岡陽太[16]
- 音楽 - 神前暁[16]
- 音楽プロデューサー - 斎藤滋[76]
- プロデューサー - 伊藤敦[79]、八田英明[78]
- アニメーションプロデューサー - 山口真由美[78]
- アニメーション制作 - 京都アニメーション[16]
- 製作協力 - 角川書店[78]、角川メディアハウス[78]
- 製作 - SOS団[16]（角川書店[77]、角川映画[77]、京都アニメーション[77]、クロックワークス[77]、ランティス[77]）

## 制作

### メディアミックス展開
角川スニーカー文庫編集長・野崎岳彦は『涼宮ハルヒシリーズ』が小説というよりも「イラストの考案」さらには「イラストレーター（いとうのいぢ）の選択」から始まったと述べており、小説原稿を読む前の時点で既に「（いとうのいぢの）イラスト中心のマーケティング」を展開するアイデアを心の内に秘めていた。そして野崎は「涼宮ハルヒ」というキャラクターを前面に押し出す反面、「狭い意味での世界観」を隠していくという方針で『涼宮ハルヒシリーズ』のメディアミックス展開を行った。そのうえで、「ハルヒならこう考えるだろう（＝ハルヒという一人のカリスマのイデオロギーがある）」ということを想定して、商品を生み出していく考えを作り上げていった。アニメシリーズではこうした野崎の考えがプロデューサー・伊藤敦によって引き継がれていった。
KADOKAWAの宣伝担当・西山洋介は、プロデューサーから「宣伝も作品作りも共通して言えるのは『この作品はハルヒが支配している』ということ」だと言われており、「ハルヒが面白がるであろうことをする」というのが番組宣伝プランの根底にあったことを明かしている。

### 構成
| 話 | サブタイトル                 | 原作の時系列 | 季節 |
| -- | ---------------------------- | ------------ | ---- |
| 1  | 朝比奈ミクルの冒険 Episode00 | 11           | 秋   |
| 2  | 涼宮ハルヒの憂鬱 I           | 1            | 春   |
| 3  | 涼宮ハルヒの憂鬱 II          | 2            | 春   |
| 4  | 涼宮ハルヒの退屈             | 7            | 春   |
| 5  | 涼宮ハルヒの憂鬱 III         | 3            | 春   |
| 6  | 孤島症候群（前編）           | 9            | 夏   |
| 7  | ミステリックサイン           | 8            | 夏   |
| 8  | 孤島症候群（後編）           | 10           | 夏   |
| 9  | サムデイ イン ザ レイン      | 14           | 冬   |
| 10 | 涼宮ハルヒの憂鬱 IV          | 4            | 春   |
| 11 | 射手座の日                   | 13           | 秋   |
| 12 | ライブアライブ               | 12           | 秋   |
| 13 | 涼宮ハルヒの憂鬱 V           | 5            | 春   |
| 14 | 涼宮ハルヒの憂鬱 VI          | 6            | 春   |

本作の構成会議は琵琶湖で行われており、この場には監督の石原立也・シリーズ演出の山本寛・原作小説シリーズの著者・谷川流、劇伴担当の神前暁、美術監督の田村せいきらが参加した。彼らはまず、「涼宮ハルヒ」についての知識を得るために原作小説シリーズを読み込み、個々が学んだ「涼宮ハルヒ」に対する理解の共有を図った。そして各々の理解の齟齬をなくすために、彼らは朝まで会議を積み重ねていき、最終的にコンセプトの統一がなされていった。石原はテレビアニメ化に際して原作小説シリーズを読んだところ、小説版『涼宮ハルヒの憂鬱』の面白さは小説を読む面白さであり、「映像化に向いていないのでは」と不安を感じており、谷川自身も「本作をアニメにして面白いのか」と疑問を抱いていた。一方で山本は主人公・キョンの扱い方を間違えなければ本作は形になるとしており、石原も谷川の文体を活かしたいとの思いからテレビシリーズではキョンのモノローグを中心に展開していく方向で進められた。また、石原は当時世間では安易に「萌え」が使われていることもあり、本作を「萌え」アニメにしたくないとの思いで制作に臨んでいる。なお、谷川はアニメーションならではの表現や遊びを存分に入れて欲しいと制作陣にリクエストしている。
第1期では作品の時系列を無視した「シャッフル放送」が行われている。これは第1回構成会議（琵琶湖）が行われる前の顔合わせ段階で、谷川が最初に「時系列通りにやらなくてもいいのでは」と発したことが事の発端となっている。その後、山本は「憂鬱VIをラストにしたい」、石原は「色んなエピソードをやったあとにまとめて憂鬱編をするのはどうか」と意見を出すもどれもしっくりこなかった中で、谷川が「この際順番は無視したらどうか」と発したことで方向性が固まっていった。石原は『オトナアニメ Vol.1』のインタビューで、本作を「シャッフル放送」にすることに決めた理由について「原作に忠実」と「原作ファンに対するサプライズ」を両立させるためだと説明している。すなわち原作に忠実であるほど、原作を読んでいない視聴者には親切であるが、ストーリーを既に把握している原作ファンにはつまらないものとなってしまう。一方で、原作ファンに配慮してアニメオリジナルの要素を加えるのは、原作の雰囲気を壊す危険を伴う可能性がある。そのため、原作ファンにも「サプライズ」を提供しようとした結果がこの放送順であったという。また、時系列と異なるといっても、長編（涼宮ハルヒの憂鬱I - VI）の間に短編が挟み込まれる形になっているだけなので、短編が長編の伏線として機能するようにもなったと語っている。なお、DVDで時系列順に収録されているのは、もう一度DVDで時系列順に見直した結果、視聴者に新たな発見があるようにしたためである。
第1期第1話のエピソードを「朝比奈ミクルの冒険 Episode 00」に決めたのは山本である。山本は本作のアニメ制作におけるコンセプトは「超監督・涼宮ハルヒ」だとしたうえで、ハルヒが本作を手掛けると仮定すれば時系列をシャッフルするといった訳の分からないことをするし、当然初回放送はハルヒ自身が監督をした自主映画だろうと語っている。石原曰く「普通、第1話は監督がやるもの」であるが、今回の案を推した山本が脚本・絵コンテ・演出の全てを行うことになり、結果的に山本はかなりの苦労を強いられることとなった。なお、「超監督涼宮ハルヒ」の名前は本作のオープニングのテロップに監督の名前よりも大きいフォントで表示されている。
上述の通り、第1期ではシャッフル放送が行われたことに加えて、いくつか抜けていたエピソードも存在していた。しかし、2009年版では時系列順に放送され、「笹の葉ラプソディ」「エンドレスエイト」「涼宮ハルヒの溜息」といった第1期では描かれなかったエピソードも補完された。石原は「クロスワードパズルを埋めたような気分で少し気持ちいい」と、プロデューサーの伊藤敦は「ようやく『ハルヒ』のストーリーがひとつに繋がった感じがする」とそれぞれ振り返っている。なお、「エンドレスエイト」は元々第1期での放送が予定されていたが、「憂鬱編」が予定よりも1話多くなってしまったことから、放送が見送られていた。

### 脚本
石原は脚本における約束事として「キョンの見ていない場所ではドラマは進行しない」ことを挙げている。
本編エピソード「射手座の日」では本作と同じ制作会社によるアニメ作品『フルメタルパニック！』の原作者・賀東招二が脚本を手掛けている。構成会議の中で脚本を誰にするかという話になった際に、谷川が賀東を指名したことで結果的に起用が決まった。賀東は他者による原作の作品の脚本を担当した経験が過去になかったため、原作部分をどの程度残すのかあるいは削るのかについて頭を悩ませた。また、「射手座の日」は文字数制限が厳しかったこともあり、どの文字を減らして字数調整するのかという作業はかなり苦労したと振り返っている。賀東は2009年版においても、「エンドレスエイト」（第12話）で脚本を務めている。
上述の約束事を破ったのが谷川自身の脚本によるアニメオリジナルエピソード「サムデイ イン ザ レイン」である。本エピソードのコンセプトは「第三者視点、『定点観測』」であり、このコンセプトは原作小説が常にキョンの一人称視点で統一され、ファンの間で「キョンが見ていない世界は存在しない」と結論づけられていたことから、山本が谷川に「キョン以外の、第三者視点のエピソードを作りましょうか」と提案したところ快諾を得られたことから決まった。脚本を受け取った山本は「ハルヒがカーディガンをかけている」「傘が一本しか用意されていない」という点から恋愛色がかなり強いと感じたが、原作者である谷川が良いと思って書いたものならそれで良いんだろうという結論に至っている。提案を受けた谷川は後に「原作の小説ではできない、映像化作品でしかできないことをやってみたいと思った」と語っている。なお、山本によれば構成会議の中で谷川に冗談のつもりで脚本を書いてみないかと尋ねたことで谷川の脚本参加が決まったとのこと。谷川は2009年版においても、「涼宮ハルヒの溜息I」で脚本を務めている。

### 演出
シリーズ演出を務める山本は、自身の役職を一般的には監督のサポート役に近い立場ではあるとしながらも、本作ではそれに留まらずに他の様々な作業に深く携わることになったと述べている。また石原とは事前に「あらゆる場面で意見を述べて提案をするのがシリーズ演出であり、その是非を判断するのが監督」であると両者の役割について明確化させ、それに準拠して作業に取り掛かった。各話演出に関しては原作とは若干雰囲気が異なる部分がありつつも「アニメーションなりの『ハルヒ』の世界観」があり、そこから大きく逸脱しなければ問題はないことから、比較的自由度は高くなっている。
石原は演出における約束事として脚本と同様に「キョンの見ていない場所ではドラマは進行しない」ことを挙げており、「キョンの一人称」が原作小説の魅力であり本質でもあると考えていたことから、アニメーションでも可能な限り忠実に表現した。映像化をする上では「生っぽさ」を大事にするために「頭に大きな汗が流れる」「怒りのマークがおでこにくっつく」といったアニメ記号的表現を使用しないことも約束事としている。また、本作のような「現実が徐々に非現実へと変化していく物語」を描いていくためには、非日常や非現実的なことが起こった際に説得力を持たせなければいけないことから現実をしっかり描いていく必要があり、そのために日常芝居はドラマ的な描き方をしている。山本は「日常シーンがメイン」だと解釈しており、SOS団という日常のサークル活動の中で宇宙人や未来人といった非日常的要素が介入してくるものの、それによって彼らの日常は破綻せずに高校生活を送っているというコンセプトを貫いている。このコンセプトを作るにあたって、山本は『うる星やつら』から多大な影響を受けているが、例えば「面堂家に襲撃する（本作に置き換えると、ハルヒが神以上の力を使って暴走する）」といった内容は本作では取り入れないことを制作陣の間で決めており、本作では非日常的要素が介入したとしても、それ以外の部分を可能な限り日常的に描くことを意識した。
本編エピソード「朝比奈ミクルの冒険 Episode00」ではハルヒたちが自主映画を制作することから意図的に「素人が作った感」を演出しなければならず、「自主制作らしさとは？」というテーマで話し合いが行われるも、テーマ自体が難題で制作陣は苦労を強いられた。これに関してスタッフ陣は以下のように証言している。
- 門脇聡（同エピソード作画監督） - アニメーションで意図的に「実写の撮影ミス」を再現したために、通常のアニメーション制作よりも作業が大変になってしまった[108]。
- 石田奈央美（色彩設定） - 色指定に関しては劇中の撮影時間帯の細かな変化に合わせて、劇場版作品に匹敵する細かな変化が求められていた（石田自身はこの回では直接関与していない）[108]。
- 石原立也（監督） - 何よりも辛かったのは、声優陣に対して意図的に下手に演じるように指示することだった[108]。
- 山本寛（シリーズ演出） - 通常であればOKを出すレイアウトに「へぼくして」とリテイクを出したのは前代未聞だったと思う[108]。

本編エピソード「射手座の日」で絵コンテ・演出を担当した武本康弘は、本エピソードでは長門がフィーチャーされるため、なるべく彼女を多くの画面に映すことを心掛けた。また、武本は長門を描く上で以下のような点を意識している。
本編エピソード「ライブアライブ」のライブシーンではギターやベースの運指の動きを忠実に再現しており、ドラムも音と絵が完全に一致するように作られている。このライブシーンについて山本は以下のように述べている。
これは「ロトスコープ」と呼ばれる技法であり、アニメーターに楽器経験者がいなかったことからやむを得ず取られた手法である。また、劇中でハルヒの歌う表情は、歌う平野綾の表情をレコーディング時に撮影し、それを基に描かれている。これはリアルさの追求というわけではなく、「非日常」が「日常」の中に入ってくる瞬間を際立たせるために「日常」部分を細かく描写した結果である。バンド演奏のシーンについて、山本はこの回を一つのクライマックスだと考え、ドラムをきちんと描けば今までのアニメを超えられると思ったと語っている。また、本エピソードが文化祭の日のエピソードであったことから「参加している全員が主役」というコンセプトを設定し、モブキャラクターも全員動かしている。その結果、作画枚数は他エピソードの約2倍となっており、現場は討ち死にを覚悟するレベルとなった。
上述の約束事を破ったのが「サムデイ イン ザ レイン」であり、本エピソードでは長門が本を読み続ける描写が前半2分17秒、後半1分に渡って長回しされた。この演出について山本はひたすらキョンを「待つ女」である長門の心情を視聴者にも味わってほしいという意図があったことを明かしている。また、この長回しは本棚の奥と部室隅2か所の計3か所の隠しカメラからの映像となっているが、これは「キョンでもハルヒでもない視点、三人称でとなったとき、それがハルヒ的世界を見つめる「外部」の「観客」の視点になってしまっては、せっかく描いているSOS団の日常が嘘くさいものになってしまう」と考えた山本が、例えばコンピ研部長がSOS団の秘密を暴くために設置した隠しカメラという設定を想起させるものにしてはどうかと提案したことから採用された演出となっている。なお、この回で長門は一言も言葉を発しておらず、キャスト欄にも茅原実里（長門有希 役）の名前はクレジットされていない。

### 作画・美術
池田は総作画監督として描き起こされたデザインを元に各話の作画監督がキャラクターの修正および原画の補填をした別紙の上にさらに別紙を重ねて原画の線を修正し、シリーズ全体の作画をある程度統一するという役割を担っているが、各作画監督の個性を楽しんでもらいたいという考えにより、自身が描いた絵に完全統一させることはしなかった。2009年版で自身初となる総作画監督を担当した西屋太志は全話の確認作業を行う上で特に「キャラクターの表情」と「感情の変化」を重視している。新作エピソードの「エンドレスエイト」では長門の微妙な表情に特に気合を入れ、同じく新作エピソードの「涼宮ハルヒの溜息」ではハルヒが周囲に傍若無人な振る舞いをするため、彼女の無邪気な可愛らしさを損なわないように意識したと西屋は振り返っている。
色彩設計の石田奈央美は原作小説シリーズのイラスト担当・いとうのいぢの画に近づけることを意識しながらも、地味になることを避けて明るく元気よく見えるように意識して画面を作成した。また、本作は夕景描写が多いことから様々な色の夕景を設定し、「季節での日差しの変化」についても意識することを心掛けた。石田は各キャラクターに対してそれぞれイメージカラーを設定しており、例えばハルヒは「オレンジ」、長門は「黄緑」、みくるは「ピンク」となっている。
美術監督の田村せいきは石原から「日常芝居がメインだから、現実味を感じられる表現が必要」だと指示を受けたことから、美術面では「室内の露出」に特に注意を払った。2009年版制作中に行われたインタビューで田村は、2009年版はダークな雰囲気がありそうだったことから水彩タッチだけじゃなく油彩も取り入れることも視野に入れていると話しており、第1期が「印象派」だとすれば2009年版は「バロック調」だと表現している。

### キャラクターデザイン
キャラクターデザインにおいては「線を少なくして絵をたくさん描く」というコンセプトが最初にあり、池田自身は他のアニメーターが自由に動かせるようにできるだけシンプルにすることを意識した。また、池田は原作イラストを気に入っていたことから、出来るだけ原作の絵を忠実に再現したいとの考えを持っていた。原作小説が数年続いていることから挿絵の絵柄が年々変化しているため、いとうのいぢとの打ち合わせでどの時期の絵をアニメに採用するかを決め、各キャラクターごとの詳細設定を原画スタッフに指示している。キャラクターデザインを行う上で、池田は各登場人物が個性を持って動けるようにするためにそれぞれの体型に拘っており、それに付随して「歩き方参考」などを設定として作成している。また、池田は作品内における「普通の日常」を表現するために、ハルヒたちの背景に存在するモブキャラクターたちの生活を描き出すことを心掛けている。
いとうのいぢの絵をアニメキャラクター化する上で石原と山本は苦労したことを明かしており、本作はジュブナイルかつ青春群像劇であったことから実写の雰囲気を出しつつ、生きている実感のある少年少女を動かしたいという思いがあったとしている。また、アニメキャラクター化するうえで最も苦労したキャラクターはキョンであるとしており、これについて石原と山本は後の対談で以下のように述べている。
池田はSOS団メンバーのキャラクターデザインについて以下のように述べている。
- キョン - 今時の普通にオシャレをする普通の高校生として描いた[36]。
- 涼宮ハルヒ - 突進型でハチャメチャな性格ではあるものの、「女の子らしさ」を絶対に忘れないという点を重視した[10]。
- 長門有希 - 時間とともに変化していく原作イラストの中でどの絵柄を採用するかについてスタッフの中で意見が分かれ、「最近っぽい絵だが、気持ちは初期の感じ」という方向性で進められた[10]。
- 朝比奈みくる - 表情豊かなキャラクターのため、さらのそれを全身で表現することを意識した[10]。
- 古泉一樹 - キョンとは対照的にイメージが掴みやすかった[36]。

2009年版では全てのキャラクターデザインの設定がゼロから描き直されており、例えば長門有希は第1期と比べて若干表情が柔らかくなっていたり、古泉一樹は第1期よりも目が大きくなり、見た目の年齢が若返っていたりしている。なお、新たなデザインを設定するにあたって武本からは抽象的な指示しか出されておらず、基本的には池田の拘りがデザインに反映されている。
山本は「キャラクターデザインの記号化を避けたい」と考えており、現実離れしたデザインではなく、あくまで現実に存在する雰囲気を残したいと主張した。例えば、朝比奈みくるは「背が低く胸が大きい」という特徴を持っているが、そのような特徴を持った人間の脚や腰がそこまで細いわけがないとのこと。池田も足や腰回りをあまり細くしすぎないようにしていると語っている。

### 音楽
神前は劇伴の作曲のみならず「God knows...」や「Lost my music」などの挿入歌の作曲も手掛けているが、これはプロデューサーの判断によるものである。なお、神前にとって本作は自身初となるテレビアニメの劇伴を手掛けた作品である。本作の劇伴について神前は過去のゲーム音楽から影響を受けており、自身も過去にゲーム会社でゲーム音楽を手掛けていたが、テレビアニメではゲームと比べて大幅にスピードと曲数を求められたため、必死に食らいついたと振り返っている。劇伴の作成に関して、第1期では音楽メニューに合わせて先行して行っていたが、2009年版では毎週アフレコ終了後に行うスタイルに変化しており、神前自身も「絵が上がって、声が入ってから、初めて演出意図がはっきりする」ことからアフレコ終了後に劇伴作成を行うのがベストだとしている。挿入歌については「J-POP的なポップロックを作ってほしい」との指示が出されたが、神前はそれまでファンクやテクノの楽曲を中心に制作をしており、ロックな楽曲をまともにレコーディングしたのは本作が初めてであった。そのため、バンドの譜面の書き方が分からずに苦労したと振り返っている。
神前は長門と朝倉の対決シーンでは鷺巣詩郎の雰囲気を取り入れ、『ふしぎの海のナディア』や『新世紀エヴァンゲリオン』のような音楽に挑戦した。「エンドレスエイト」ついては神前曰く「音楽的には8話分の曲を作成」しており実際にはそれら全てが使用されることはなかったが「8話全てで異なる音楽にする」というのがコンセプトとしてあったとした上で、全く同じシーンに異なる音楽を作成するのは大変な作業であったとしている。「ライブアライブ」の演奏シーンで使用された楽曲（「God knows…」 / 「Lost my music」）について、音楽プロデューサーの斎藤滋は「長門のギターが超絶テクニックという設定」だったことから凄腕の音楽家を集めなければならないと考え、ギター担当に西川進、ドラム担当に小田原豊、ベース担当に種子田健を起用した。斎藤は西川に対して「長門は人間ではないため難しいテクニックで弾いてほしい」、小田原と種子田には「他の二人は普通の高校生のため難しいことはしないでほしい」とそれぞれ指示している。
本作では挿入曲としてクラシック音楽が使用されている。例えば「射手座の日」ではフランス近代の作曲家・モーリス・ラヴェルによる楽曲『ダフニスとクロエ』が、「涼宮ハルヒの憂鬱 VI」ではグスタフ・マーラーによる楽曲『交響曲第8番』が使用されている。文化人類学者の三原龍太郎は、クラシック音楽の使用は『銀河英雄伝説』や『新世紀エヴァンゲリオン』の影響によるものだと指摘している。

### 演技・役作り
本作第1期ではシャッフル放送が行われた関係でアフレコも時系列順ではなく放送順に行われた。このように時系列順と放送順が異なっていることにより、各キャラクターの親密度や互いの遠慮のなさ感などを時系列順に並べた時に違和感が出ないようにキャスト陣はアフレコに臨んだ。また、声優陣は自身の演じるキャラクターをより深く理解するために、京都アニメーションのスタッフたちと綿密に会議を行っている。2009年版における新作エピソードのアフレコの際には、声優陣に対してこれまでの3年間でレベルアップした声優としての技術は一旦忘れて、第1期当時のレベル感に戻してほしいと注文が付けられている。これは、新作エピソードが第1期の間に位置するエピソードであることから、芝居が必ず繋がっている必要があったためであった。
キョン役の声優を務める杉田智和は「キョン＝視聴者が自己投影するキャラクター」であると解釈し、明確な意思を持たせないことを意識した。キョンの台詞には「口に出す台詞」「内心の台詞」「ナレーションとしての台詞」の3種類が存在し、ナレーションに関しては「第三者視点での台詞であって、キョンの台詞ではない」という点を特に注意したと杉田は述べている。また、制作陣から「キョンのハルヒに対する接し方について愛情を明確にしないでほしい」と要望があったと杉田は語っているが、この要望は互いが互いを好きなことを気付かないままでいるという面白さを出したいという制作陣の意図によるものであった。
涼宮ハルヒ役の声優を務める平野綾はこれまでハルヒのような元気なキャラクターを演じた経験がなかったことから、どうすればハルヒのテンションを維持できるのかを考えた。また、平野曰く「ハルヒは意外と女の子っぽい」ことから高いテンションで演じるよりもテンションが沈んでいるときにキョンへの態度がどう変化するのかが演じていて大変だったとしている。「ライブアライブ」での歌唱シーンでは「ハルヒじゃないような声で歌ってほしい」と要望があったと平野は語っているが、この要望はハルヒがこのような声を出せるという意外性を出すとともに作中でもハルヒが自身の新たな一面を気付く回だったからという制作陣の意図によるものであった。なお、平野は事前に原作小説シリーズを読み込んでから収録に臨んでいる。
長門有希役の声優を務める茅原実里は平野と対照的にこれまで明るいキャラクターを演じることが多かったことから他作品を見て勉強した。そしてアフレコの際には感情が出すぎていることを指摘されたことから、演じる上で生き生きとし過ぎないように注意して演じている。また、長門のイメージを掴むために『ターミネーター2』を鑑賞したことも明かしている。茅原は後のインタビューで第1期の時点では長門有希のことを全て理解するのは不可能だと考えており、演じてはいるもののどこかで客観的に見ている自分がいたと振り返っている。
朝比奈みくる役の後藤邑子はみくるがとにかく可愛いキャラクターだと感じていたことから、あざとくなりすぎないように素直に演じることを意識した。なお、後藤は本作のアフレコに臨むにあたり、自分たちがちゃんと分かった上でなければきちんと演じることは出来ないと述べている。
古泉一樹役の声優を務める小野大輔はアフレコをする上で極力原文を変えずに、あからさまな感情表現は差し引き、生理的に気持ち悪い間を作ることを心掛けていたと振り返っている。なお、小野は事前に原作小説シリーズを読み込んでから収録に臨んでいる。

### 公式サイト
劇中の設定におけるSOS団の公式サイトは、主人公のキョンが団長である涼宮ハルヒに命じられて作成しているという設定になっている。実際に視聴者向けに公開されているアニメ公式サイトはこの設定をそのまま反映させ、劇中サイトを模した、素人が適当に作ったようなものとなっている。また、放送内容や原作中の出来事の日付と連動してサイトが更新されたり、随所に隠しコンテンツがあったりした。公式サイト制作者の籏野篤は公式サイトの企画を担当した須子博方から「アニメのネタバレにならないサイトにしたい」「SOS団ロゴマークが毎回変わる演出をやりたい」との提案を受けたことから上述のような演出となったとしているが、元々はトップページ以外は普通のアニメ公式サイトのように制作していく予定だったとのこと。
2009年版の制作中には「校庭で謎の文字を描く人影」の映像がリアルタイム配信される（2007年7月7日夜）、公式サイトが突然「Not Found」になり、消失しているサイトにある文字を入力すると長門の意味深いメッセージとともに新アニメの告知がなされる（2007年12月18日）、「県立北高文芸部」のホームページが出現する（2007年12月19日）などの趣向が凝らされていた。

### アニメオリジナルキャラクター
本作では提供クレジット場面や「射手座の日」の劇中ゲーム内にて「ねこマン」というキャラクターが登場している。ねこマンは平野によって生み出されたキャラクターであり、原作小説では一切登場していない。ねこマンには様々なデザインが用意されており、該当するエピソード内容にちなんだデザインとなっている。

#### 経緯
平野はオープニングテーマ「冒険でしょでしょ？」のレコーディングの際に歌詞が記載された紙にねこマンを書いており、その場に居合わせた石原にねこマンのイラストを披露した。その後、シリーズ後半部分に「ファンシーなキャラクター」を必要としていた石原は平野にねこマンの使用許可を求めた。石原は結果的に自身の予想を超えて様々な場面で使用されたと振り返っている。

#### 展開
ねこマンはテレビアニメ外でも、公式ホームページのトップを飾ったり、アニメ雑誌『コンプH's Vol.1』（角川書店）の付録下敷きにデザインされたりした。

### パロディ
本作では日本のポップカルチャーから様々な文化的要素がパロディとして組み込まれており、その形式は文章やフレーズ、キャラクターの動き、画面構成、音楽など様々である。例えば「射手座の日」では石原が当時好きだったアニメ『宇宙戦艦ヤマト』（以下ヤマト）のパロディが随所に見られる。ゲームパッケージにはヤマトの艦長・沖田十三に似た人物が描かれていたり、敵の親玉であるコンピ研部長はデスラー総統に似た容姿となっており、これらは石原自身も言及している。また、同エピソードでキョンが着用している軍服は『銀河英雄伝説』に登場するヤン・ウェンリーが元ネタと言われている。また、他のエピソードにおいても「孤島症候群」では、涼宮ハルヒが目の前の人物に向かって指差すシーンがあるがこれはテレビゲーム『逆転裁判』が、「涼宮ハルヒの退屈」においてSOS団メンバーが野球をするシーンに使用されているBGMは『タッチ』がそれぞれ元ネタと言われていたり、「ライブアライブ」では実写映画『リンダ リンダ リンダ』のオマージュとなっていたりする。

### エピソード
制作陣は「次週のエピソードのネタバレはしない」ということを徹底しており、アニメ雑誌にも次週のあらすじを載せておらず、ランティスもCM展開を自粛していた。
次回予告のハルヒとキョンの台詞には台本が一切なく、全てアドリブでの収録となっている。杉田と石原が互いに台詞の案を出し合い、それを口頭で平野に伝えるという形となった。
本作以前までランティスにおける音楽プロデュースは井上俊次や伊藤善之が勤めていたが、井上が「思い切って若手に任せてみよう」と判断したことでランティスに入社してまもない斎藤滋が本作の音楽プロデューサーに起用されることになった。井上は本作が成功したのは「遊び心のある若いクリエーターの自由なアイデア」だったと述べており、本作以降井上が音楽プロデューサーとして前面に立つことは無くなった。なお、井上は本作がランティスのターニングポイントになったとも述べている。
テレビアニメ本編で谷口が口ずさんだ「WAWAWA忘れもの〜♪」のフレーズは谷口役を務める白石稔のアドリブである。ライターの坂本寛は、登場シーンが少ない中で強烈なインパクトを残したこのフレーズが山本の目に止まったことから、後に山本が監督を務める『らき☆すた』では白石をモデルとしたオリジナルキャラクター「白石みのる」が登場したのではないかと推測している。
本編エピソード「エンドレスエイト」は全8話構成で全話ほぼ同じ内容のストーリーが繰り返されているが、それでもアフレコは毎回新規で8回分行い、作画や演出、登場人物の台詞も毎回微妙に変化させている。また、全8話がそれぞれ別のスタッフによって同時進行で行われ、各話のスタッフ同士互いにが影響を受けないために他の上がりを目の当たりにしないことを意識付けしながら作業が進められた。西屋によれば、8本の話数が殆ど同時進行で動いていたことから混乱し、制作の終盤にはデジャヴを感じるほどだったという。平野によれば2009年版の打ち合わせでキャストが全員集められて制作陣から説明を受けた際にはキャスト全員啞然としていたと、後藤によれば「これだけ毎週やっているから、見ている人もセリフを覚えてしまっているだろう」ということで、後半は声優陣のアドリブが増えていったとそれぞれ明かしている。なお、放送中の2009年7月19日にアメリカのボルチモアで行われたイベント「オタコン2009」にて、2006年版のシリーズ演出を務めた山本寛は日本国外のファンからの『エンドレスエイト』についての質問に「1年以上前から既にエンドレスエイトの複数話構成の話はあって、自分は反対した。自分が退社しなければこんなことにはならなかったと責任を感じている。製作委員会を代表して、この場でお詫びしたいと思います」などと回答し、謝罪した。山本はこの時点で制作元請の京都アニメーションの子会社であるアニメーションDoを退社しており、2009年版の制作には企画の当初以外は携わっていないため、後に「製作委員会を代表して」という自身の発言を撤回している。

## 楽曲
全てランティスより発売されている。話数は特記しない限り、第1期の話数である。

### オープニングテーマ
「冒険でしょでしょ？」（第2話 - 第9話、第11話 - 第13話）
平野綾によるオープニングテーマ。作詞は畑亜貴、作曲は冨田暁子、編曲は藤田淳平。
映像には後のエピソードに関する様々な伏線が散りばめられている。例えば、映像の中で「長門有希が雪の中に立っている」シーンが存在するが、これは原作小説のエピソード「編集長★一直線！」の挿絵として使用されており、「長門がどのようにして情報統合思念体にによって作り出されたか」を暗示させるシーンとなっている。ただし、「編集長★一直線！」はアニメ化されていないエピソードのため、原作小説を読んでいなかった視聴者にとっては全く意味をなさない仕掛けとなっている。
作詞を担当した畑は、最初は現在と全く異なる歌詞を書いており制作陣から「ファンタジック寄りに」との要望を受けて書き直した。しかし、指定通りに書いても自身の中ではしっくりこなかったことから自由な形で書いたところ納得できるものが完成し、それが現在の歌詞になっている。なお、最初の歌詞はもっと「世界観自体をとらえる」という意識で書いていたが、現在の歌詞では「ひとりの女の子の心に寄りそってる部分が大きい」という。
本楽曲を歌唱した平野はハルヒらしく歌うと強い歌い方になってしまうことから、力を入れ過ぎずに「自身のままでハルヒを表現する」ことを意識している。なお、平野自身は仮歌をレコーディングした際に制作陣に不安を与えてしまうレベルで音痴だったことから、何度も練習を行って本番のレコーディングに臨んだと振り返っている。

「Super Driver」（2009年版第12話 - 第22話）
平野綾によるオープニングテーマ。作詞は畑亜貴、作曲・編曲は神前暁。
アメコミ調の演出が特徴の楽曲となっており、絵コンテ・演出を武本が、作画監督を西屋がそれぞれ務めている。武本は本楽曲の映像について、「疾走感とポップな感じ」というイメージで「本編同様に、ハルヒがズンズン突っ走っていく感じが出れば」という想いで制作したと語っている。
作詞を担当した畑は、音楽プロデューサーの斎藤から「風車に向かっていくドンキホーテみたいな曲にしたい」との注文を受け、頑なに周りを寄せ付けないハルヒをイメージして作詞に取り組んでいる。また、「風車に負けない」という分かりやすい目標があったため、「私は負けない！」と思いながら詩を書いたと語っている。
作曲を担当した神前は「『サウンドアラウンド』の主題歌「First Good-Bye」のような曲がいい」と注文を受け、反骨精神を込めた楽曲に仕上げたと語っている。また、今回は自身にとっては久々となるロック調の楽曲制作であったことから、再び（前述も参照）楽譜の書き方が分からなくなり、マスターリズム譜を送ってもらってから真似して書いたという。
本楽曲を歌唱した平野はレコーディング時に「ルールに捕らわれない」「常識を覆す」など、ハルヒを連想させるキーワードが書かれたメモ書きをスタッフから受け取っており、「これらのキーワードをイメージさせる歌い方をしてほしい」とリクエストを受けたという。なお、平野は本楽曲を聴いた際に過去に歌唱した楽曲の中で最もキーが高く、テンポも速かったことから、「ちゃんと歌えるのだろうか」と不安を抱えていたことを明かしている。

### エンディングテーマ
「ハレ晴レユカイ」（第1話 - 第13話）
平野綾、茅原実里、後藤邑子によるエンディングテーマ。作詞は畑亜貴、作曲は田代智一、編曲は安藤高弘。
本楽曲の絵コンテ・演出を担当した山本は、制作にあたって影響を受けた作品として『新世紀エヴァンゲリオン』『ジャングルはいつもハレのちグゥ デラックス』を挙げており、特に後者のエンディングテーマ「ファンファン&シャウト」は「ハルヒダンス」を生み出すきっかけとなっている。「ハルヒダンス」の振付は山本がアイドルのPVを見て考えたものであり、作画打ち合わせの際には山本自身が実際に踊って見せている。
本エンディング映像には1000枚以上の作画が費やされており、後に監督の石原立也は山本との対談で「原画枚数は抑えてほしい」と頼んでいたことを明かしている。
作詞を担当した畑は歌詞を書くにあたってのイメージについて以下のように語っている。
| 「                            | EDテーマの作詞ではオペラの「蝶々夫人」のイメージがなぜか思い浮かんだんです。「蝶々夫人」の中では女性が「何か起こるんじゃないか」って待ってるんですよ。でもハルヒたちはそういうときに待ってないなと。この子たちは何かを自分で引き寄せる、作ろうとする、掴もうとするっていう「蝶々夫人」との対比みたいなものを考えていて。「アル晴レタ日ノ事」っていうテーマは同じだけど、「今の女子は待ってないよ」っていうことが書きたかったんです。 | 」 |
| —「mora」でのインタビューより | |    |

本楽曲のレコーディングは3人別々に行われた。元々歌を歌うことに苦手意識があった後藤は他の二人に引っ張ってもらおうと考えていたが、自身が一番最初にレコーディングを行うことになったためにそれが叶わなかったと振り返っている。

「止マレ！」（2009年版第8話、2009年版第12話 - 第18話、第20話 - 第23話）
平野綾、茅原実里、後藤邑子によるエンディングテーマ。作詞は畑亜貴、作曲は田代智一、編曲は安藤高弘。
武本は本楽曲の映像について、「青春」をイメージして制作したと語っている。
作詞を担当した畑は「ハレ晴レユカイ」を超えるものを作るといった考えはやめようと思い、気持ちを切り替えて作詞に取り掛かった。畑はハルヒに出会った時から皆の運命が変わり、それと同時にハルヒの本当の気持ち（人に対して期待したり、理解してもらおうとする気持ち）が「生まれた」と解釈しており、そこから本楽曲のテーマが「Birthday」になったとしている。また、タイトルの「止マレ！」は逆説的であり、本来は「止マルナ！」という意味であるとのこと。
本楽曲のレコーディングは「ハレ晴レユカイ」と同様に3人別々に行われた。後藤は以前からランティスのプロデューサーに対して「自身のソロパートを目立たない場所に組み込んでほしい」と頼んでいたが、今回は出だしから自身のソロパートだったことから後に完成版を聴いた際には驚いたという。

### 劇中歌
「恋のミクル伝説」（第1話）
朝比奈みくる（後藤邑子）による挿入歌。作詞は山本寛、作曲・編曲は神前暁。
作詞を担当した山本は1番の歌詞を「魔女っ子モノっぽく」した一方で、2番の歌詞は自身の愚痴が反映された歌詞にしている。これは制作が大詰めになり精神疲労がたまっている際に神前から2番の歌詞を要求されて慌てて書いたため、1番と2番で執筆のテンションが異なっていたからであった。
山本は歌唱担当の後藤邑子に「みくるがハルヒに無理やりマイク前に立たされている感じ」「ろくに歌を覚えていない状態で、いきなり歌わされている状態で」と指示を出している。なお、後藤はわざと音程を外して歌唱しており、ゲーム『涼宮ハルヒの戸惑』では音程が外れていないバージョンを聴くことができる。

「God knows...」（第12話）
涼宮ハルヒ（平野綾）による挿入歌。作詞は畑亜貴、作曲・編曲は神前暁。
「ライブアライブ」の脚本を務めた山本は、作曲・編曲担当の神前に「当時人気だったZONEの楽曲風にしてほしい」と指示を出している。
作詞を担当した畑は、歌詞に「背伸びした10代の女の子が、自分の心よりもちょっとだけ大人になってるつもりなんだけど、実際はすごく子供」というギリギリ感を入れたいと考えた結果、言葉選びが特殊になったという。
本楽曲を歌唱した平野はラストの転調が自身の思うようにいかず、何度も歌い直している。

「Lost my music」（第12話）
涼宮ハルヒ（平野綾）による挿入歌。作詞は畑亜貴、作曲・編曲は神前暁。

### 挿入曲
- モーリス・ラヴェル『ダフニスとクロエ』（第2組曲「夜明け」） - 第11話「射手座の日」（冒頭）[130]
- ドミートリイ・ショスタコーヴィチ『交響曲第7番』（第1楽章「戦争」） - 第11話「射手座の日」（中盤）[183]
- ピョートル・チャイコフスキー『交響曲第4番』（第4楽章） - 第11話「射手座の日」（終盤）[184]
- グスタフ・マーラー『交響曲第8番』（第1部） - 第14話「涼宮ハルヒの憂鬱 VI」[131]

## 反響・影響

### アニメ
本作は深夜アニメを代表する作品であり、深夜アニメが一般化するきっかけを作った作品でもある。本作以前のアンダーグラウンドな作品が多かった深夜アニメにおいて、ラブコメ要素を含んだSFミステリー作品である本作の登場は深夜アニメに新風を巻き起こした。本作がUHF局の深夜放送アニメとしては異例の大ヒットとなったことで、独立UHF局でもヒット作が誕生することを証明し、深夜アニメの独立UHF局への参入を後押しした。
放送当時、一般には知名度が低かった京都アニメーションが制作し、過去にはない高クオリティな作品だったことから話題となった。2006年当時としては作画やストーリー、キャラクターの完成度が頭一つ抜けており（特に作画は劇場映画並みのクオリティとなっている）、これによってテレビアニメ全体のクオリティが引き上げられ、独自の演出をする作品も増えていった。なお、本作の放送によって京都アニメーション自体の知名度も大幅に上昇し、京都アニメーションの名を確固たるアニメ制作ブランドとしてアニメファンに定着させていった。また、本作品で声優を務めた平野綾や杉田智和らメインキャラクターたちの声優も本作の大ヒットを受けて知名度を上げていった。

### ライトノベル
本作は原作がライトノベルである。元々原作小説シリーズも本作の放送以前からスニーカー文庫としては大ヒットの部類であり、『このライトノベルがすごい！』でも1位を獲得していたが、既存のライトノベルの枠を超えるほどの人気ぶりはなく、世間に浸透するレベルには達していなかった。しかし、テレビアニメ化が行われるとライトノベルの枠を超えて社会現象となったことで、「ライトノベル」という名称が世間に浸透した。また、ライトノベルの商業的価値が改めて浮き彫りとなり、人々はその動向に注目するようになっていった。なお、ライトノベル自体は1980年代から既に存在しており、2000年代まで多くの作品が世に出ていたにもかかわらず、一部では「ライトノベルはオタクが萌え要素を入れて小説を汚したもの」と認識されていた状況を本作は一変させることにも成功した。後に本作の原作小説シリーズはライトノベルの代表格と呼ばれるようになっている。
本作以前にも原作がライトノベルのアニメ化が行われていたもののファンタジー要素が強い作品が多く、ライトノベル界に「日常系」が流行りだしていたにもかかわらず大手制作会社がゆるい日常を描いた作品には華がなくウケないと考えていたことから日常系アニメのアニメ化はされなかった。そんな中で京都アニメーションは日常系作品である本作のテレビアニメ化に挑戦し、大成功を収めることとなった。また本作は、エンディングでキャラクターを躍らせたことが（後述参照）がインターネット配信サービスで流行し、そこからアニメを視聴、アニメから原作小説シリーズを読むという新たな流れを生み出した。

### ネット配信
本作は視聴可能範囲が狭いUHFアニメであったこと、1クールと短いこと、ライトノベル原作作品が減少していたことなどからヒットしないと考えられていたが、インターネットでの拡散がヒットを生んだ。
ジャーナリストの数土直志は、日本におけるテレビアニメのネット配信を一般化させた作品として本作を挙げている。本作の放送開始（2006年）と同時期にYouTube（2005年）やニコニコ動画（2006年）が登場し、これらの配信サイトを通じて「ハルヒダンス」を踊るファンが急増すると同時にアニメ本編の違法投稿も急増した。これら「海賊版」はYouTubeですぐに1億回を超える再生数を記録し、さらにはファンが録画した映像に英語の吹き替えや字幕が付けられるようになるとアメリカ国内にまで知られるようになっていった。これによってファンはネットで簡単にアニメを見ることが出来ることに気付いたが、その一方でアニメ業界はこうした違法視聴に危機感を募らせたことでネット配信に対応していくこととなった。パッケージ販売の売上は本作放送前年の2005年にピークを迎え、その後は徐々に売上を落としていった。2010年代になるとdアニメストアやU-NEXT、Netflixなどの登場によりネット配信は人々にとって身近な存在となり、2018年にはネット配信の売上がパッケージ販売の売上を上回った。
上述の違法投稿対策としては、出版社や制作会社、テレビ局などの権利を有する各企業が違法動画が投稿されたサイト管理者に削除要請を行うのが一般的だったが、投稿動画の中には投稿者が独自に加工・編集を施した動画も存在しており、角川グループではこのような「独自の視点を持った違法動画」に限り公認をする取り組みを2008年1月より開始した。2009年5月末時点で1万6000件の動画を公認していると角川グループは発表しており、その中でも本作に関連した動画が多数を占めている。また、角川グループIR・広報室室長の柿沢史行はこの施策を行った背景について以下のように述べている。
公認された動画には公式マークと広告が付けられ、動画が視聴されることによって得られる広告収入はYouTubeから角川グループや原作者といった著作権者に配分されるという仕組みが取られている。広告収入は多い月で1000万円を超えることもあり、柿沢は「新たなビジネスモデルとしても確立したい」と述べている。なお、角川グループがYouTube上に公式チャンネル・「角川アニメチャンネル」を設立することになったのも本作がきっかけとされている。

### ハルヒダンス
本作のエンディングテーマ「ハレ晴レユカイ」で曲に合わせて登場人物がダンスする「ハルヒダンス」が流行し、当時の若いファンの間で大人気となった。これはインターネット配信サイト、特に当時人気を博していたニコニコ動画に「踊ってみた」とタグ付けされた動画が多数投稿されたことが要因となっており、これによってダンスと動画投稿の相性の良さが証明され、その後はテレビアニメ（『プリキュアシリーズ』など）に限らず実写ドラマ（『逃げるは恥だが役に立つ』など）でもエンディングのダンスシーンが一般化した。また、ハルヒダンスを実際に真似て集団で踊るオフ会も開催され話題となった。そして、ハルヒダンスは国内にとどまらず、海外でも人気を獲得していった。
アニメ研究を行う小山昌宏によれば、アニメ業界における「踊ってみた」は「ハルヒダンス」の流行によってファンが動画投稿をし始めたのが起源であるという。ライターの有村悠によれば、本作以前にもオープニングおよびエンディングでダンスを踊る作品は存在していたという。ではなぜ本作のダンスが注目を集めたのかについて、有村はキャラクターが複雑な動作でダンスするエンディング映像と楽曲の良さが最大の要因だと述べている。ポップカルチャー研究家の櫻井孝昌によれば、ハルヒダンスを完コピして映像に残して動画を配信サイトに投稿することは日本で流行っていたが、これと同じ現象が世界の女子の間でも流行っており、例えば自身がバルセロナで出会った少女らはハルヒダンスの振付を完璧にマスターしていたと語っている。
2020年には平野綾や杉田智和、白石稔ら、本作の担当声優が「ハルヒダンス」を踊る動画を投稿し、SNS上で話題となった。

### ライブパフォーマンス
ライブカルチャーはアニメ産業市場の発展に重要な役割を果たしており、その中でもとりわけ「キャラクターを演じた声優本人によるライブパフォーマンス」が注目された。本作で声優を務めた平野綾、茅原実里、後藤邑子の3人はアフレコでキャラクターを演じることにとどまらず、2006年開催の第2回Animelo Summer Liveではスペシャルゲストとして出演し、それぞれが涼宮ハルヒ、長門有希、朝比奈みくるに扮してステージ上で楽曲を披露した。
社会学者の宮入恭平は、本作はアニメ作品とライブカルチャーが融合した先駆けの作品だとしているが、後に『ラブライブ！』や『アイカツ！』などが登場し、作中のアイドルグループとキャラクターを演じる声優の境界線が曖昧になっていると指摘している。

### 聖地巡礼
ハルヒたちの通う「県立北高校」は山の上にあり、彼らの通学風景は第1話から登場するが、この風景描写が舞台となっている西宮市の実際の風景だったことから放送当時からファンの間で話題となった。そして西宮に留まらず阪神間における様々な風景がアニメで描かれていたことから、それを見たファンが同じ場所に訪れるようになり、これが聖地巡礼と呼ばれるようになった。
文芸評論家の土居豊は、アニメにおける聖地巡礼は本作以前にも数多く存在しているが、原作小説の著者・谷川流が西宮育ち西宮在住である点が過去作品と異なる点だとしている。ライターのいしたにまさきは「聖地巡礼」という言葉が特別に感じなくなったのは本作以降だろうとしており、聖地巡礼という現象を一般化したのも本作だと述べている。観光学者の岡本健は、アニメ聖地聖地巡礼の旅行情報源は企業・自治体からによるものと個人の発信によるもの、これらの大きく2種類に分けられ、本作は後者に当てはまると述べている。また岡本によれば、ソーシャルネットワークサービスのmixiでは作品ごとの聖地コミュニティが存在し、2006年5月に開設された「涼宮ハルヒの舞台西宮へ行こう！」のコミュニティメンバーは2010年3月時点で860人になっているという。
2008年12月30日発行の『神戸新聞』が兵庫県が「サブカルチャーを商業、観光資源として活用する構想をまとめた」と報じている。有力な資源の一つとして本作の舞台のモデルとなった西宮市北部が挙げられており、内容は本作に登場する場所を「聖地巡礼」として観光コース化するというものである。その後、2009年4月25日発行の『日本経済新聞』が兵庫県の産業労働部などに所属する職員6名がサブカルチャーの地域振興への活用を検討していると報じている。本作の舞台・西宮市や手塚治虫の出身地・宝塚市を観光資源として盛り上げていくための方策を探っていくというものである。「ハルヒサマーフェス2012」（後述参照）では調査報告会で神戸夙川学院大学の学生らが本作を活用した地域振興の可能性を考察したり、関西学院大学の学生が「西宮市が新たな観光資源となり得るか」という問いを兵庫県職員に投げかける場面もあった。2019年7月に起きた京都アニメーション放火殺人事件を受けて西宮観光協会が西宮市内で募金を募り、最終的に募金額は約170万円に達した。京都アニメーションは本作の制作会社であり、ファンからの要望があったことから今回の試みが行われることとなった。同観光協会担当者は「アニメを見たことがない人も募金をしてくれました。予想よりも反響があり、驚きました。」とコメントしている。

### 同人ブーム
第1期放送中の2006年5月時点で同人ショップにて購入出来た『涼宮ハルヒシリーズ』の同人誌（以下「ハルヒ同人誌」）は数種類に留まっていたが、同年6月に開催されたオールジャンル同人誌即売会以降にハルヒ同人誌は急激に種類が増えた。第1期最終話放送当日には秋葉原近くの損保会館で初の『涼宮ハルヒシリーズ』オンリー同人誌即売会が開催されており、小規模イベントながらも一般人が殺到するなど大盛況となった。その2週間後にも『涼宮ハルヒシリーズ』オンリー同人誌即売会が開催され、同年8月開催の「コミックマーケット70」では数百種類のハルヒ同人誌が頒布された。その後は鶴屋さんや長門有希などの個別キャラクターのオンリーイベントも開催されるようになった。ライトノベル研究を行う山中智省によると、「サークルカットに「ハルヒ」のキャラクターやタイトルをいると思われる」サークルは「FC（小説）」のジャンルに限定しても「コミックマーケット69」（2005年12月開催）では1サークル、「コミックマーケット70」（2006年8月開催）では3サークルだったのに対し、「コミックマーケット71」（2006年12月開催）では126サークルに増加したとのこと。
しかし、こういった男性向けの同人ブームは2007年をピークとして同年12月開催の『コミックマーケット71』では急激に減少し、翌年以降は原作小説シリーズの動きがなくなったこともあって衰退していった。その一方で、2008年になると男性キャラオンリーイベントや女性向けオンリーイベント、古泉一樹中心オンリーイベントなどといった女性向けオンリー即売会イベントの開催数が激増し、コミックマーケットにおいても古泉一樹とキョンのやおいカップリングを中心とする女性向けハルヒサークルが以前の2倍以上の規模で参加するなど女性向けの同人ブームが到来した。文化人類学者の三原龍太郎は、本作は同人誌の素材として最も使用されるシリーズの一つだと述べている。
2008年1月にニコニコ動画にて、過去に発売された本作のキャラクターソングCDのジャケット絵を加工し、キャラクターの性別を転換させる動画が投稿される。翌月には前述のキャラクターの性転換動画に影響を受けた別のユーザーがキャラクターの性転換動画を投稿し、このころから「ハルヒ性転換シリーズ」が大ブームとなる。涼宮ハルヒの男性版は「涼宮ハルヒコ」、キョンの女性版は「キョン子」という設定がファン間で形成、共有されていった。「ハルヒ性転換シリーズ」は女性ユーザーメインではあるものの男性ユーザーにも普及し、同年9月にはキョン子オンリーイベントが、同年11月にはハルヒ性転換キャラオンリーイベントがそれぞれ開催された。

### 外国におけるハルヒ

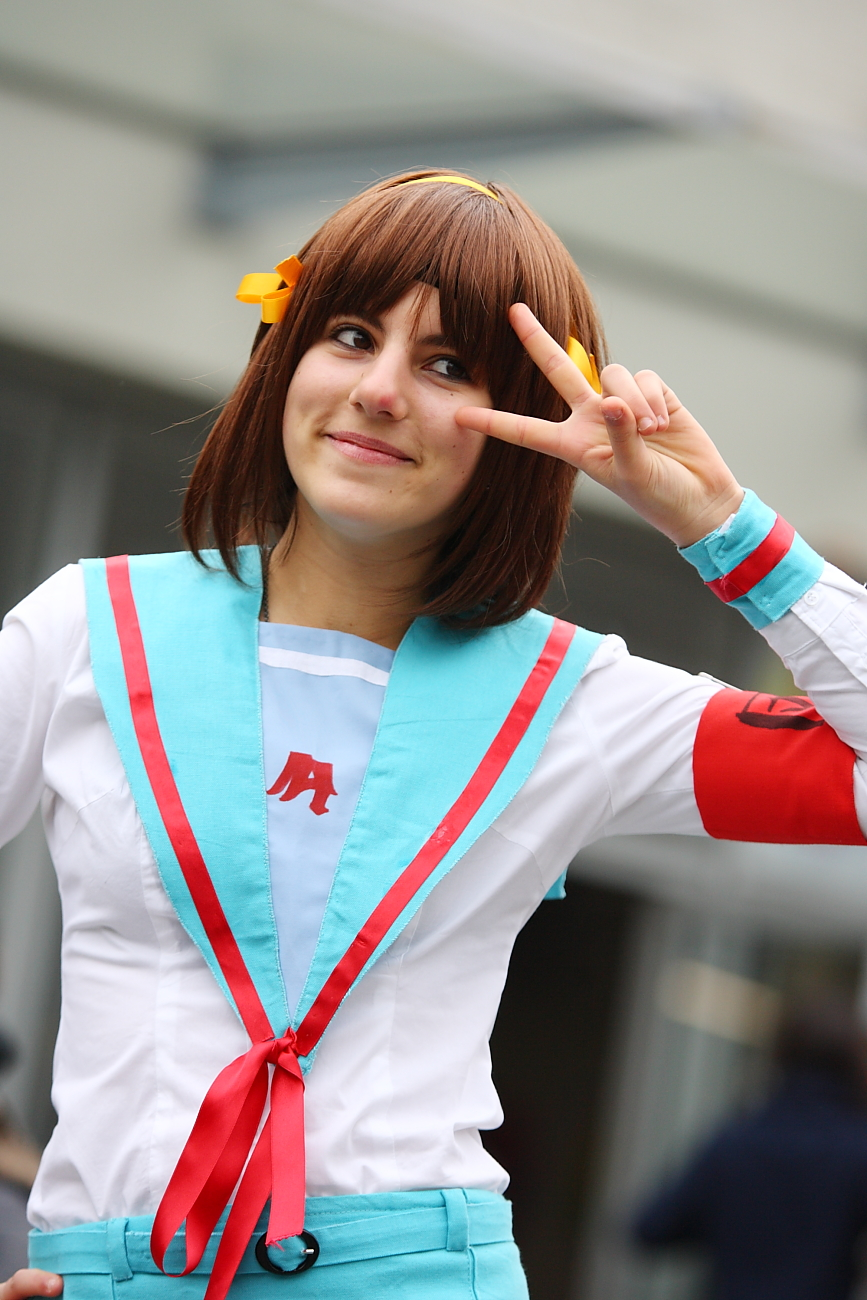
本作の制服を着た外国人コスプレイヤー（パリで開催されるイベント・Paris Mangaにて）

本作は日本を代表するコンテンツとして「クールジャパン」というキャッチフレーズで海外に売り込まれている。2019年9月には内閣府より涼宮ハルヒ役の声優・平野綾が「クールジャパン・アンバサダー（大使）」に任命されている。
櫻井によれば、世界の女子たちに日本の制服ファッションが浸透した背景には日本のアニメ・漫画を通して彼女たちが日本の制服を見てきた事実があり、その「制服」が象徴的なアニメの中で2009年時点において最も世界で注目されているアニメが本作であるという。
三原は本作の国際的な大ヒットにおいて以下のような懸念を述べている。

#### アメリカ
2006年12月にアニメニュースネットワークを含めた複数の米国アニメサイトに『涼宮ハルヒの憂鬱』の英語版公式サイトと思われるウェブサイトの広告が出現しており、同サイトには同月22日よりサイトの本格始動が示唆されていた。これが本作における米国展開の始まりとなっている。
アニメ・エキスポ2007は「涼宮ハルヒの憂鬱」を大きく取り上げ、日本語版の担当声優3名（平野綾、茅原実里、後藤邑子）が主賓として招待された。また、北米版の担当声優も同イベントに招待されており、両国の担当声優によるジョイントライブが行われた。彼らのサイン会参加を求めて大勢のファンが徹夜で会場に並んでいたという。翌年開催の「アニメ・エキスポ2008」および「オタコン2008」にて行われたそれぞれのAMVコンテストにて本作のAMVが「Best Show」と「Best Comedy」部門で優勝作品となっている。

#### 韓国
メディアコンテンツ論を専攻する田泰昊は、韓国でアニメ『涼宮ハルヒの憂鬱』が人気となり、その流れに乗ってNTノベルから出版された小説『涼宮ハルヒシリーズ』も全国販売順位が10位圏内に何週もランクインするほどヒットしたと述べている。

#### 中国
中国のオタク文化事情に精通した百元籠羊は中国のオタク文化に最も影響を与えた作品として本作を挙げている。百元は中国では本作の放送以前も日本のオタク文化の人気は高かったが、本格的にオタク層が形成され、オタクとしての活動が盛り上がるようになったのは本作の放送以降であるとしている。

#### ロシア
2010年11月20日・21日にモスクワで開催された「第2回ジャパン・ポップカルチャー・フェスティバル」を訪れた櫻井は、アニメ『涼宮ハルヒ』シリーズの圧倒的な人気ぶりに驚いたと振り返っており、さらに櫻井はここ数年で世界でのハルヒ人気は誰よりも感じてきたつもりだったがモスクワの人気は自身の予想をはるかに凌駕していたと述べている。

#### アイルランド
2007年10月にダブリンシティ大学を訪れたアニメーション研究家の津堅信之は、本作はアイルランド内で当然のようによく知られており、男子学生の一人は劇中歌「God knows...」を携帯電話の着メロにしていたと述べている。

### その他
第1期第1話放送後に『ハレ晴レユカイ』が発売されるというCMが流れると、2ちゃんねる（現5ちゃんねる）にて「『ハレ晴レユカイ』をオリコン1位にしよう」というスレッドが立てられ、この運動を支援する動画がYouTubeでアップロードされると多くの人間の目に留まることとなった。結果的にデイリーチャートは2位につけ、最終的には初登場5位となった。また、日本レコード協会によってゴールド認定された。
2009年版は番組中に次回予告が存在していない上に、当時の『月刊ニュータイプ』等のアニメ雑誌において掲載される番組案内等で放送前にサブタイトルを公表しなかったため（放送日時と話数は発表された）、新作への期待とともに、どのような放送となるかという議論がネット上で活発に行われていた。放送当時、新作が放送されるという告知は一切されなかったが、過去に放送された局で「再放送」の扱いにされておらず、放送開始当初に放送回数は全28話の予定で新作エピソードが含まれるという一部の放送局のコメントがあり、また第8話「笹の葉ラプソディ」の放送直前にテレビ和歌山が番組表でサブタイトルを誤って掲載したことで新作への期待が高まり、ファンが最速で放送される地域のホテルに泊まりこむなど大きな話題となった。

## 評価

### 売上

#### 国内
テレビシリーズのDVD売上は「笹の葉ラプソディ（2009年版・第1巻）」の収録分までは好調（平均4万枚以上）だったが、「エンドレスエイト（2009年版・第2巻）」の収録分以降は大幅（2万枚以下）に売上を落とし、最終的に売上が回復することはなかった。「エンドレスエイト」は全8話を2話ずつ4つのDVDに分けた形で発売されたため、見た目では内容が被って見える商品を4巻も買わせる手法に不満の声を漏らすファンもおり、アマゾンのレビューではエンドレスエイト全8話をDVD1巻に収めていたら世間の評価も変わっていただろうといった批判コメントも寄せられている。2010年11月に発売された「涼宮ハルヒの憂鬱ブルーレイコンプリートBOX」（初回限定生産）の初週売上は3.1万枚を記録しており、これは2012年3月に発売された「Fate／Zero Blu-ray Disc Box I」（4.3万枚）に抜かれるまでテレビアニメのBDの初週売上としては歴代最高記録だった。また、情報サイト「AV Watch」が行った年末特別企画「Amazon注文数ランキング（2010年）」では本ブルーレイコンプリートBOX（初回限定生産）が年間9位を獲得している。2012年7月時点でテレビシリーズのDVD累計売上は70万枚（約42億円）を記録している。
アニメムック『このアニメがすごい！2007』には2006年に売れたアニメDVD上位20タイトルが販売店別で掲載されている。ソフマップ 秋葉原本店 アミューズメント館では本作の第3巻と第6巻（限定版、以下特記のない限り限定版を指す）が上位10位入りを記録している。アニメイト池袋本店では第1巻と第2巻が上位10位入りを記録している。コミックとらのあな 秋葉原本店では上位5タイトル全てを本作が占めており、17位には第0巻の通常版がランクインしている。アソビットシティでは上位2タイトルを本作が占めており、上位10タイトルの中に第0巻を除く全てのタイトル（通常版除く）がランクインしている。TOWER RECORDS 渋谷店およびTSUTAYAでは1タイトルも上位20位にランクインしなかった。
関連する音楽CDの累計売上は2009年7月にオープニングテーマ『Super Driver』の発売をもって100万枚を突破している。『リスアニ！』編集部の澄川龍一は『ラブライブ！』のような音楽に特化しているわけではない作品がキャラクターごとに一枚ずつシングルを発売するのは異例だと述べている。
2006年7月12日発行の『読売新聞』は、テレビアニメ第1期が放送開始した2006年4月以降だけで原作小説の売上が150万部増になったと報じた。『このライトノベルがすごい！2007』には原作小説が「アニメ放送前後で売り上げが倍以上になるという空前の記録を樹立」と記されてる。SF翻訳家の大森望は、テレビアニメ第1期放送当時の夏は毎週のように原作小説シリーズの既刊本が増刷し、角川文庫の週間ランキングトップ10が原作小説シリーズで埋め尽くされたが、これはテレビアニメ第1期が大ヒットしたことが大きな要因であるとしている。

#### 国外
2007年8月時点で本作の英語版DVDは北米で6万セットを売り上げている。三原は2007年時点における北米でのアニメ市場規模は日本の3分の1程度であるとしており、両者のアニメ市場規模の違いを考慮すれば日本と同等あるいはそれ以上の衝撃を北米市場にもたらしたと推測している。なお、アメリカでは本作のテレビ放送や宣伝が行われなかったものの、2012年7月時点でDVD累計売上げは32万セット（約19億円）を記録している。

### 批評
作家の小森健太朗は、アニメ放送数の増加に伴いファンの趣味趣向が細分化したために2000年代を代表する作品を選ぶのは難しいとしながらも、敢えて選ぶとすれば本作が最有力候補であることは間違いないと述べている。デザイン・シンカーの池田純一も本作は「ゼロ年代を牽引し象徴する作品」だと表現しており、そのようになり得たのは翻案者としての京都アニメーションによる功績と第1期放送がYouTubeをはじめとしたウェブ動画が活発化する2006年というタイミングの良さによるものだとしている。また、池田は「ネット以前とネット以後の境界に位置する作品」であるとも表現しており、本作をきっかけにして「コンテントが複数のジャンルや媒体を横断する作品群のコアにあるものとして了解されるようになった」と述べている。アニメーション研究家の津堅信之はエピソード「ライブアライブ」のライブシーンにおける極めて高密度な作画や、キョンらが通う県立北高校にはモデルとなった高校が存在するなど、本作は「多くの意味で時代の志向を捉えた作品」だと述べている。
アニメ研究を行う萱間隆は本作を学生時代の日々を描く「日常系」の作品であるとしており、非日常から日常へ志向が変化する涼宮ハルヒと日常から非日常へと志向が変化するキョンの対照的な二人の物語をメインに描いていると述べている。萱間はキョンについて、「非日常的な『設定』をアニメを通して楽しむ受容者のメタファーとされている」と述べており、評論家の宇野常寛はこのようなキャラクター設計を批判している。宇野は上述のキョンとは対照的に「日常の中のロマン」に気付いていくハルヒに対しては肯定の意を表している。文化人類学者の三原龍太郎は本作の主な焦点は「涼宮ハルヒとキョンのロマンスにあてられている」と述べている。哲学者の三浦俊彦は本作第1期が放送された2006年当時はアニメ業界のトレンドが「セカイ系」から「日常系」「空気系」にシフトしていく時期であり、そんな中で本作は「日常系」の先駆的作品となった「セカイ系」作品であると述べている。
アニメの旅人 (2019)は、本作は時系列のシャッフル放送以外は原作を忠実に再現しており、それによって原作既読ファンから原作未読でアニメから参入したファンまでを納得させ、さらにオリジナルストーリーは原作者・谷川流の脚本というこだわりが大ヒットに繋がったと述べている。批評家の石岡良治は本作では必ずしも名所とは言えない地域が舞台となっていることが明確にわかるレベルの写実的な背景描写がなされており、このことがリアルタイムで話題になった一因であることは間違いないと述べている。ゲームライターの石井ぜんじはシャッフル放送やハルヒダンスなどの様々な仕掛けは「面白いことは何でもやる」という90年代から受け継がれたアプローチが生み出したものであるとしている。その一方で、石井は原作の力が大きかったからこそメディアミックス展開の成功に繋がったとしたうえで、成功しすぎた結果原作自身の魅力が直接読者に伝わらなくなってしまっている側面も否定できないとしている。さらに、石井は元々原作小説がSF、ミステリ、青春など様々な切り口で語ることが出来ていたところにメディアミックスによってキャラクターが前面に推されたうえに楽曲まで注目された結果つかみどころが無くなったように見えると述べている。美術家・アニメ評論家の黒瀬陽平も、『涼宮ハルヒの憂鬱』という作品に関していえば、アニメよりも原作小説の方が圧倒的に評価が高いと述べている。
『このアニメがすごい！2007』には4人のレビュアーによる本作のレビューが掲載されている。10点を付けたエロゲー多根は高クオリティなアニメ本編に原作小説の魅力、絶妙な声優陣のキャスティングなどを称賛しており、今後「ハルヒ」に匹敵する作品が現れたとしても、「ハルヒ」ブームは二度と起こらないのではないかと述べている。同じく10点をつけたガミー仲上は女性声優3人について、普段の様子はキャラクターのイメージと違うものの根っこの部分はかなり近いと評しており、このキャスティングを行った人物は天才だと称賛している。7点を付けた鈴木ドイツは2006年のアニメシーンを振り返るとやはり「ハルヒ」だろうとしながらも、画面に釘付けになったり何度も見返したのも第1話だけで、結局本作に登場するキャラクターを使用した二次創作の方が楽しかったとしている。8点を付けたライダー赤堀は原作小説の人気に頼らずアニメの演出や作画、音楽など総合的に高クオリティであると評しているが、シャッフル放送は全体的にみれば構成の意図は理解できるものの視聴者に対してのフォローが足りなかったと批判している。
ライターの坂本寛は、「エンドレスエイト」の最終話には凄まじいカタルシスがあったと述べている。そのカタルシスは、「本来は不要な苦役」が終わったことに対するものであったといい、本当にループ放送が必要だったのかと疑問を呈している。冒頭の「何かおかしい」「キョンくんでんわ〜」という毎回のやり取りは、 (III) のころからネット上でネタと化した。全ての視聴者の関心は、最後の数分間だけに集まるようになった。(VI) のころから、キョンの感じるデジャヴの演出は深刻度を増し、視聴者もまた彼らと同じ気持ちを共有していった。坂本は、視聴者を強制的に感情移入させるという点では、その試みは成功しただろうと書いている。坂本は、これはニーチェの「永劫回帰」のアニメ版のような、極めて実験的な作品であると述べ、そのようなものを一般視聴者に強いた姿勢はエンターテインメント性を欠いていたと難じている。一方、美術評論家の暮沢剛巳は「エンドレスエイト」各回の細部の違いにはさほど興味はなかったとしつつ、全体の時間と記憶の構造を興味深く感じたと語っている。ただひとりループ前の記憶を保持する長門は、他の面々の日常に積極的にかかわることなく、観察と記憶を黙々と続ける。暮沢は、このような長門の造形は視聴者に「彼女だけは別の時間を生きているのではないか」と実感させると述べた上で、ストア派における二つの時間概念のうち、キョンたちを「クロノス」に、長門を「アイオーン」になぞらえている。小森も「エンドレスエイト」には否定的な考えを持っており、涼宮ハルヒシリーズの中でも高い人気を誇る「涼宮ハルヒの消失」を劇場版作品として映像化させたかったという制作陣の意図は理解できるが、「消失」以外のアニメ化されていない原作エピソードは使えなかったのだろうかと疑問を呈している。一方で、小森は「消失」以降の原作エピソードは映像化に向かないものが多くなることから、あえて映像化することが回避されたとも考えられると述べている。

### 受賞・ノミネート等
| 年   | セレモニー                                                 | 部門・賞                                                 | 対象               | 結果       | 出典            | 備考      |
| ---- | ---------------------------------------------------------- | -------------------------------------------------------- | ------------------ | ---------- | --------------- | --------- |
| 2006 | 第11回アニメーション神戸                                   | 作品賞・テレビ部門                                       | 涼宮ハルヒの憂鬱   | 受賞       | [ 171 ] [ 285 ] |           |
| 2006 | 第11回アニメーション神戸                                   | 主題歌賞（ラジオ関西賞）                                 | ハレ晴レユカイ     | 受賞       | [ 286 ] [ 287 ] |           |
| 2006 | 第11回アニメーション神戸                                   | 主題歌賞（ラジオ関西賞）                                 | 冒険でしょでしょ？ | ノミネート | [ 286 ] [ 287 ] |           |
| 2006 | DVD・オブ・ザ・イヤー2006                                  | 優秀TVアニメ・OVA賞                                      | 涼宮ハルヒの憂鬱   | 受賞       | [ 288 ]         |           |
| 2006 | 第10回文化庁メディア芸術祭                                 | アニメーション部門・審査委員会推薦作品                   | 涼宮ハルヒの憂鬱   | 選出       | [ 289 ]         |           |
| 2006 | 芸能界アニメ通が集結！徹底調査!! 好きなアニメランキング100 | -                                                        | 涼宮ハルヒの憂鬱   | 4位        | [ 290 ]         |           |
| 2006 | 日本のメディア芸術100選                                    | アニメーション部門年代別（2000年代）                     | 涼宮ハルヒの憂鬱   | 7位        | [ 291 ]         | [ 注 33 ] |
| 2006 | AnimeReactor Community Awards 2006                         | Best Anime Overall                                       | 涼宮ハルヒの憂鬱   | 受賞       | [ 293 ]         |           |
| 2006 | AnimeReactor Community Awards 2006                         | Best Animation / Visual Effects                          | 涼宮ハルヒの憂鬱   | 受賞       | [ 293 ]         |           |
| 2006 | AnimeReactor Community Awards 2006                         | Best Comedy Anime                                        | 涼宮ハルヒの憂鬱   | 受賞       | [ 293 ]         |           |
| 2006 | AnimeReactor Community Awards 2006                         | Best Fanservice / Ecchi Anime                            | 涼宮ハルヒの憂鬱   | 受賞       | [ 293 ]         |           |
| 2006 | AnimeReactor Community Awards 2006                         | Best Romance / Love Story Anime                          | 涼宮ハルヒの憂鬱   | ノミネート | [ 293 ]         |           |
| 2006 | AnimeReactor Community Awards 2006                         | Best Male Character                                      | キョン             | 受賞       | [ 293 ]         |           |
| 2006 | AnimeReactor Community Awards 2006                         | Best Female Character                                    | 涼宮ハルヒ         | 受賞       | [ 293 ]         |           |
| 2007 | 第6回東京アニメアワード                                    | テレビ部門優秀作品賞                                     | 涼宮ハルヒの憂鬱   | 受賞       | [ 294 ]         |           |
| 2007 | 第38回星雲賞                                               | メディア部門                                             | 涼宮ハルヒの憂鬱   | ノミネート | [ 295 ]         |           |
| 2007 | The Top Ten Anime of 2007                                  | -                                                        | 涼宮ハルヒの憂鬱   | 5位        | [ 296 ]         |           |
| 2007 | このアニメがすごい！大賞2007                               | -                                                        | 涼宮ハルヒの憂鬱   | 1位        | [ 297 ]         |           |
| 2007 | 2006年度読者が選ぶアニメキャラ大賞                         | MVP                                                      | 涼宮ハルヒ         | 1位        | [ 298 ]         |           |
| 2007 | 2006年度読者が選ぶアニメキャラ大賞                         | 新人賞                                                   | 涼宮ハルヒ         | 4位        | [ 298 ]         |           |
| 2007 | 2006年度読者が選ぶアニメキャラ大賞                         | ホットだったDE賞                                         | 涼宮ハルヒ         | 4位        | [ 298 ]         |           |
| 2007 | 2006年度読者が選ぶアニメキャラ大賞                         | ワガママだったDE賞                                       | 涼宮ハルヒ         | 1位        | [ 299 ]         |           |
| 2007 | 2006年度読者が選ぶアニメキャラ大賞                         | 明るかったDE賞                                           | 涼宮ハルヒ         | 1位        | [ 299 ]         |           |
| 2007 | 2006年度読者が選ぶアニメキャラ大賞                         | 強かったDE賞                                             | 長門有希           | 8位        | [ 298 ]         |           |
| 2007 | 2006年度読者が選ぶアニメキャラ大賞                         | クールだったDE賞                                         | 長門有希           | 3位        | [ 298 ]         |           |
| 2007 | 2006年度読者が選ぶアニメキャラ大賞                         | 賢かったDE賞                                             | 長門有希           | 4位        | [ 299 ]         |           |
| 2007 | 2006年度読者が選ぶアニメキャラ大賞                         | 暗かったDE賞                                             | 長門有希           | 2位        | [ 299 ]         |           |
| 2007 | 2006年度読者が選ぶアニメキャラ大賞                         | かわいかったDE賞                                         | 朝比奈みくる       | 4位        | [ 298 ]         |           |
| 2007 | 2006年度読者が選ぶアニメキャラ大賞                         | セクシーだったDE賞                                       | 朝比奈みくる       | 3位        | [ 299 ]         |           |
| 2007 | 2006年度読者が選ぶアニメキャラ大賞                         | けなげだったDE賞                                         | 朝比奈みくる       | 2位        | [ 299 ]         |           |
| 2007 | 2006年度読者が選ぶアニメキャラ大賞                         | マヌケだったDE賞                                         | キョン             | 9位        | [ 299 ]         |           |
| 2007 | 読者が選ぶBEST ANIMATION                                   | 歴代作品人気                                             | 涼宮ハルヒの憂鬱   | 6位        | [ 300 ]         |           |
| 2007 | 読者が選ぶBEST ANIMATION                                   | 歴代男性キャラ人気                                       | キョン             | 6位        | [ 300 ]         |           |
| 2007 | 読者が選ぶBEST ANIMATION                                   | 歴代女性キャラ人気                                       | 涼宮ハルヒ         | 3位        | [ 301 ]         |           |
| 2007 | 第29回アニメグランプリ                                     | グランプリ作品部門                                       | 涼宮ハルヒの憂鬱   | 3位        | [ 302 ]         |           |
| 2007 | 第29回アニメグランプリ                                     | サブタイトル部門                                         | ライブアライブ     | 3位        | [ 303 ]         |           |
| 2007 | 第29回アニメグランプリ                                     | サブタイトル部門                                         | 朝比奈ミクルの冒険 | 10位       | [ 304 ]         |           |
| 2007 | 第29回アニメグランプリ                                     | 男性キャラクター部門                                     | キョン             | 3位        | [ 305 ]         |           |
| 2007 | 第29回アニメグランプリ                                     | 女性キャラクター部門                                     | 涼宮ハルヒ         | 2位        | [ 306 ]         |           |
| 2007 | 第29回アニメグランプリ                                     | 女性キャラクター部門                                     | 長門有希           | 9位        | [ 307 ]         |           |
| 2007 | 第29回アニメグランプリ                                     | アニメソング部門                                         | ハレ晴レユカイ     | 2位        | [ 308 ]         |           |
| 2007 | 第29回アニメグランプリ                                     | アニメソング部門                                         | God knows...       | 6位        | [ 308 ]         |           |
| 2008 | 読者が選ぶ歴代人気作品BEST27！                             | 歴代女性キャラ人気                                       | 涼宮ハルヒ         | 4位        | [ 309 ]         |           |
| 2008 | アニメ・エキスポ2008                                       | Best Character Design                                    | 池田晶子           | 受賞       | [ 310 ]         |           |
| 2008 | アニメ・エキスポ2008                                       | Best Female Character                                    | 涼宮ハルヒ         | 受賞       | [ 310 ]         |           |
| 2008 | アニメ・エキスポ2008                                       | Best Original Song                                       | ハレ晴レユカイ     | 受賞       | [ 310 ]         |           |
| 2010 | 2009総合BESTアニメ                                         | 演出の教科賞                                             | 涼宮ハルヒの憂鬱   | 受賞       | [ 311 ]         |           |
| 2010 | 第1回Newtype READERS AWARD                                 | ベストキャラクター男性                                   | キョン             | 3位        | [ 312 ]         |           |
| 2010 | 第1回Newtype READERS AWARD                                 | ベストキャラクター女性                                   | 長門有希           | 1位        | [ 312 ]         |           |
| 2010 | 第1回Newtype READERS AWARD                                 | ベストキャラクター女性                                   | 涼宮ハルヒ         | 2位        | [ 312 ]         |           |
| 2010 | 第1回Newtype READERS AWARD                                 | 記憶に残ったアニメソング                                 | 止マレ！           | 3位        | [ 313 ]         |           |
| 2010 | 第1回Newtype READERS AWARD                                 | ケータイ着メロ                                           | Super Driver       | 4位        | [ 314 ]         |           |
| 2010 | 第1回Newtype READERS AWARD                                 | ケータイ着メロ                                           | ハレ晴レユカイ     | 5位        | [ 314 ]         |           |
| 2010 | 第1回Newtype READERS AWARD                                 | ケータイ着メロ                                           | 止マレ！           | 9位        | [ 314 ]         |           |
| 2010 | NT読者が選んだ魂の1本2010                                  | 好きなTVアニメ                                           | 涼宮ハルヒの憂鬱   | 3位        | [ 315 ]         |           |
| 2010 | NT読者が選んだ魂の1本2010                                  | 好きな女性キャラクター部門                               | 長門有希           | 3位        | [ 315 ]         |           |
| 2010 | NT読者が選んだ魂の1本2010                                  | 好きな女性キャラクター部門                               | 涼宮ハルヒ         | 5位        | [ 315 ]         |           |
| 2010 | NT読者が選んだ魂の1本2010                                  | 好きな男性キャラクター部門                               | キョン             | 1位        | [ 315 ]         |           |
| 2010 | NT読者が選んだ魂の1本2010                                  | 一番カラオケで歌ったアニソン                             | God knows...       | 5位        | [ 316 ]         |           |
| 2010 | NT読者が選んだ魂の1本2010                                  | 一番カラオケで歌ったアニソン                             | ハレ晴レユカイ     | 9位        | [ 316 ]         |           |
| 2010 | 2009年度読者が選ぶアニメキャラ大賞                         | 明るかったDE賞                                           | 涼宮ハルヒ         | 2位        | [ 317 ]         |           |
| 2010 | 2009年度読者が選ぶアニメキャラ大賞                         | ワガママだったDE賞                                       | 涼宮ハルヒ         | 2位        | [ 317 ]         |           |
| 2010 | 2009年度読者が選ぶアニメキャラ大賞                         | クールだったDE賞                                         | 長門有希           | 3位        | [ 317 ]         |           |
| 2010 | 2009年度読者が選ぶアニメキャラ大賞                         | 賢かったDE賞                                             | 長門有希           | 3位        | [ 317 ]         |           |
| 2010 | 2009年度読者が選ぶアニメキャラ大賞                         | 暗かったDE賞                                             | 長門有希           | 1位        | [ 317 ]         |           |
| 2010 | これが私の神アニメだ！ IN SUMMER                           | 歴代作品人気                                             | 涼宮ハルヒの憂鬱   | 10位       | [ 318 ]         |           |
| 2010 | これが私の神アニメだ！ IN SUMMER                           | 歴代男性キャラ人気                                       | キョン             | 6位        | [ 318 ]         |           |
| 2010 | 第32回アニメグランプリ                                     | サブタイトル部門                                         | 笹の葉ラプソディ   | 10位       | [ 319 ]         |           |
| 2010 | 第32回アニメグランプリ                                     | 男性キャラクター部門                                     | キョン             | 3位        | [ 320 ]         |           |
| 2010 | 第32回アニメグランプリ                                     | 女性キャラクター部門                                     | 涼宮ハルヒ         | 8位        | [ 321 ]         |           |
| 2011 | みんなの推しキャラ THE☆BEST                                | 思い入れのある男性キャラ作品                             | キョン             | 7位        | [ 322 ]         |           |
| 2011 | みんなの推しキャラ THE☆BEST                                | 思い入れのある女性キャラ作品                             | 涼宮ハルヒ         | 7位        | [ 322 ]         |           |
| 2014 | Yahoo! JAPAN インターネット クリエイティブアワード2014     | 企業の部 スマートデバイス広告・キャンペーン部門 ゴールド | Haruhi Hunting     | 受賞       | [ 323 ]         |           |
| 2017 | 日本のアニメーション史に残る100作品                        | -                                                        | 涼宮ハルヒの憂鬱   | 選出       | [ 324 ]         |           |
| 2018 | 訪れてみたい日本のアニメ聖地88（2019年度版）               | -                                                        | 西宮市             | 選出       | [ 325 ]         | [ 注 34 ] |
| 2019 | 平成アニソン大賞                                           | 編曲賞（2000年 - 2009年）                                | God knows...       | 受賞       | [ 326 ]         |           |
| 2019 | 平成アニソン大賞                                           | ユーザー投票賞（2000年 - 2009年）                        | ハレ晴レユカイ     | 受賞       | [ 326 ]         |           |

## 各話リスト
| 話数     | サブタイトル                 | 脚本       | 絵コンテ                        | 演出       | 作画監督                          |       |       |       |       |       |       |       |       |       |       |       |       |       |       |       |       |       |       |       |
| 第1期    | 第1期                        | 第1期      | 第1期                           | 第1期      | 第1期                             | 第1期 | 第1期 | 第1期 | 第1期 | 第1期 | 第1期 | 第1期 | 第1期 | 第1期 | 第1期 | 第1期 | 第1期 | 第1期 | 第1期 | 第1期 | 第1期 | 第1期 | 第1期 | 第1期 |
| -------- | ---------------------------- | ---------- | ------------------------------- | ---------- | --------------------------------- | ----- | ----- | ----- | ----- | ----- | ----- | ----- | ----- | ----- | ----- | ----- | ----- | ----- | ----- | ----- | ----- | ----- | ----- | ----- |
| 第1話    | 朝比奈ミクルの冒険 Episode00 | 山本寛     | 山本寛                          | 山本寛     | 門脇聡                            |       |       |       |       |       |       |       |       |       |       |       |       |       |       |       |       |       |       |       |
| 第2話    | 涼宮ハルヒの憂鬱 I           | 石原立也   | 石原立也                        | 石原立也   | 池田晶子                          |       |       |       |       |       |       |       |       |       |       |       |       |       |       |       |       |       |       |       |
| 第3話    | 涼宮ハルヒの憂鬱 II          | 山本寛     | 北之原孝将                      | 北之原孝将 | 米田光良                          |       |       |       |       |       |       |       |       |       |       |       |       |       |       |       |       |       |       |       |
| 第4話    | 涼宮ハルヒの退屈             | 村元克彦   | 吉岡忍                          | 吉岡忍     | 池田和美 [ 327 ] 荒谷朋恵 [ 327 ] |       |       |       |       |       |       |       |       |       |       |       |       |       |       |       |       |       |       |       |
| 第5話    | 涼宮ハルヒの憂鬱 III         | 山本寛     | 坂本一也                        | 坂本一也   | 堀口悠紀子                        |       |       |       |       |       |       |       |       |       |       |       |       |       |       |       |       |       |       |       |
| 第6話    | 孤島症候群（前編）           | 村元克彦   | 吉岡忍 [ 327 ] 荒谷朋恵 [ 327 ] | 吉岡忍     | 荒谷朋恵                          |       |       |       |       |       |       |       |       |       |       |       |       |       |       |       |       |       |       |       |
| 第7話    | ミステリックサイン           | ジョー伊藤 | 石立太一                        | 石立太一   | 西屋太志                          |       |       |       |       |       |       |       |       |       |       |       |       |       |       |       |       |       |       |       |
| 第8話    | 孤島症候群（後編）           | 志茂文彦   | 荒谷朋恵                        | 荒谷朋恵   | 門脇聡                            |       |       |       |       |       |       |       |       |       |       |       |       |       |       |       |       |       |       |       |
| 第9話    | サムデイ イン ザ レイン      | 谷川流     | 山本寛                          | 北之原孝将 | 米田光良                          |       |       |       |       |       |       |       |       |       |       |       |       |       |       |       |       |       |       |       |
| 第10話   | 涼宮ハルヒの憂鬱 IV          | 石原立也   | 石立太一                        | 石立太一   | 西屋太志                          |       |       |       |       |       |       |       |       |       |       |       |       |       |       |       |       |       |       |       |
| 第11話   | 射手座の日                   | 賀東招二   | 武本康弘                        | 武本康弘   | 堀口悠紀子                        |       |       |       |       |       |       |       |       |       |       |       |       |       |       |       |       |       |       |       |
| 第12話   | ライブアライブ               | 山本寛     | 山本寛 [ 137 ] 門脇聡 [ 137 ]   | 山本寛     | 門脇聡                            |       |       |       |       |       |       |       |       |       |       |       |       |       |       |       |       |       |       |       |
| 第13話   | 涼宮ハルヒの憂鬱 V           | 志茂文彦   | 北之原孝将                      | 北之原孝将 | 米田光良                          |       |       |       |       |       |       |       |       |       |       |       |       |       |       |       |       |       |       |       |
| 第14話   | 涼宮ハルヒの憂鬱 VI          | 志茂文彦   | 石原立也                        | 石原立也   | 池田晶子                          |       |       |       |       |       |       |       |       |       |       |       |       |       |       |       |       |       |       |       |
| 2009年版 |                              |            |                                 |            |                                   |       |       |       |       |       |       |       |       |       |       |       |       |       |       |       |       |       |       |       |
| 第1話    | 涼宮ハルヒの憂鬱 I           | 石原立也   | 石原立也                        | 石原立也   | 池田晶子                          |       |       |       |       |       |       |       |       |       |       |       |       |       |       |       |       |       |       |       |
| 第2話    | 涼宮ハルヒの憂鬱 II          | 山本寛     | 北之原孝将                      | 北之原孝将 | 米田光良                          |       |       |       |       |       |       |       |       |       |       |       |       |       |       |       |       |       |       |       |
| 第3話    | 涼宮ハルヒの憂鬱 III         | 山本寛     | 坂本一也                        | 坂本一也   | 堀口悠紀子                        |       |       |       |       |       |       |       |       |       |       |       |       |       |       |       |       |       |       |       |
| 第4話    | 涼宮ハルヒの憂鬱 IV          | 石原立也   | 石立太一                        | 石立太一   | 西屋太志                          |       |       |       |       |       |       |       |       |       |       |       |       |       |       |       |       |       |       |       |
| 第5話    | 涼宮ハルヒの憂鬱 V           | 志茂文彦   | 北之原孝将                      | 北之原孝将 | 米田光良                          |       |       |       |       |       |       |       |       |       |       |       |       |       |       |       |       |       |       |       |
| 第6話    | 涼宮ハルヒの憂鬱 VI          | 志茂文彦   | 石原立也                        | 石原立也   | 池田晶子                          |       |       |       |       |       |       |       |       |       |       |       |       |       |       |       |       |       |       |       |
| 第7話    | 涼宮ハルヒの退屈             | 村元克彦   | 吉岡忍                          | 吉岡忍     | 池田和美 [ 16 ] 荒谷朋恵 [ 16 ]   |       |       |       |       |       |       |       |       |       |       |       |       |       |       |       |       |       |       |       |
| 第8話    | 笹の葉ラプソディ             | 志茂文彦   | 武本康弘                        | 武本康弘   | 西屋太志                          |       |       |       |       |       |       |       |       |       |       |       |       |       |       |       |       |       |       |       |
| 第9話    | ミステリックサイン           | ジョー伊藤 | 石立太一                        | 石立太一   | 西屋太志                          |       |       |       |       |       |       |       |       |       |       |       |       |       |       |       |       |       |       |       |
| 第10話   | 孤島症候群（前編）           | 村元克彦   | 吉岡忍 [ 16 ] 荒谷朋恵 [ 16 ]   | 吉岡忍     | 荒谷朋恵                          |       |       |       |       |       |       |       |       |       |       |       |       |       |       |       |       |       |       |       |
| 第11話   | 孤島症候群（後編）           | 志茂文彦   | 荒谷朋恵                        | 荒谷朋恵   | 門脇聡                            |       |       |       |       |       |       |       |       |       |       |       |       |       |       |       |       |       |       |       |
| 第12話   | エンドレスエイト             | 賀東招二   | 米田光良                        | 米田光良   | 高橋真梨子                        |       |       |       |       |       |       |       |       |       |       |       |       |       |       |       |       |       |       |       |
| 第13話   | エンドレスエイト             | 武本康弘   | 荒谷朋恵                        | 荒谷朋恵   | 西屋太志                          |       |       |       |       |       |       |       |       |       |       |       |       |       |       |       |       |       |       |       |
| 第14話   | エンドレスエイト             | 武本康弘   | 三好一郎                        | 三好一郎   | 高橋博行                          |       |       |       |       |       |       |       |       |       |       |       |       |       |       |       |       |       |       |       |
| 第15話   | エンドレスエイト             | 武本康弘   | 高雄統子                        | 高雄統子   | 植野千世子                        |       |       |       |       |       |       |       |       |       |       |       |       |       |       |       |       |       |       |       |
| 第16話   | エンドレスエイト             | 武本康弘   | 石原立也                        | 石原立也   | 池田和美                          |       |       |       |       |       |       |       |       |       |       |       |       |       |       |       |       |       |       |       |
| 第17話   | エンドレスエイト             | 武本康弘   | 北之原孝将                      | 北之原孝将 | 門脇未来                          |       |       |       |       |       |       |       |       |       |       |       |       |       |       |       |       |       |       |       |
| 第18話   | エンドレスエイト             | 武本康弘   | 石立太一                        | 石立太一   | 秋竹斉一                          |       |       |       |       |       |       |       |       |       |       |       |       |       |       |       |       |       |       |       |
| 第19話   | エンドレスエイト             | 村元克彦   | 米田光良                        | 米田光良   | 高橋真梨子                        |       |       |       |       |       |       |       |       |       |       |       |       |       |       |       |       |       |       |       |
| 第20話   | 涼宮ハルヒの溜息 I           | 谷川流     | 山田尚子                        | 山田尚子   | 高橋博行                          |       |       |       |       |       |       |       |       |       |       |       |       |       |       |       |       |       |       |       |
| 第21話   | 涼宮ハルヒの溜息 II          | 村元克彦   | 高雄統子                        | 高雄統子   | 植野千世子                        |       |       |       |       |       |       |       |       |       |       |       |       |       |       |       |       |       |       |       |
| 第22話   | 涼宮ハルヒの溜息 III         | ジョー伊藤 | 石原立也                        | 石原立也   | 池田和美                          |       |       |       |       |       |       |       |       |       |       |       |       |       |       |       |       |       |       |       |
| 第23話   | 涼宮ハルヒの溜息 IV          | 武本康弘   | 北之原孝将                      | 北之原孝将 | 門脇未来                          |       |       |       |       |       |       |       |       |       |       |       |       |       |       |       |       |       |       |       |
| 第24話   | 涼宮ハルヒの溜息 V           | 石原立也   | 石立太一                        | 石立太一   | 秋竹斉一                          |       |       |       |       |       |       |       |       |       |       |       |       |       |       |       |       |       |       |       |
| 第25話   | 朝比奈ミクルの冒険 Episode00 | 山本寛     | 山本寛                          | 山本寛     | 門脇聡                            |       |       |       |       |       |       |       |       |       |       |       |       |       |       |       |       |       |       |       |
| 第26話   | ライブアライブ               | 山本寛     | 山本寛 [ 16 ] 門脇聡 [ 16 ]     | 山本寛     | 門脇聡                            |       |       |       |       |       |       |       |       |       |       |       |       |       |       |       |       |       |       |       |
| 第27話   | 射手座の日                   | 賀東招二   | 武本康弘                        | 武本康弘   | 堀口悠紀子                        |       |       |       |       |       |       |       |       |       |       |       |       |       |       |       |       |       |       |       |
| 第28話   | サムデイ イン ザ レイン      | 谷川流     | 山本寛                          | 北之原孝将 | 米田光良                          |       |       |       |       |       |       |       |       |       |       |       |       |       |       |       |       |       |       |       |

## 放送

### 日本

#### 第1期
本作の第1期は2006年4月から7月にかけて放送された。2016年10月からはBS11にて再放送が行われた。
インターネット配信では2008年2月8日にバンダイチャンネルにて全14話の有料配信が行われた。
| 放送期間              | 放送時間                     | 放送局           | 対象地域 | 備考 |
| --------------------- | ---------------------------- | ---------------- | -------- | ---- |
| 2006年4月3日 - 7月3日 | 月曜 0:00 - 0:30（日曜深夜） | チバテレビ       | 千葉県   |      |
|                       | 月曜 1:30 - 2:00（日曜深夜） | テレ玉           | 埼玉県   |      |
| 2006年4月4日 - 7月4日 | 火曜 1:15 - 1:45（月曜深夜） | tvk              | 神奈川県 |      |
|                       | 火曜 1:30 - 2:00（月曜深夜） | KBS京都          | 京都府   |      |
|                       | 火曜 2:00 - 2:30（月曜深夜） | テレビ北海道     | 北海道   |      |
| 2006年4月5日 - 7月5日 | 水曜 0:00 - 0:30（火曜深夜） | サンテレビ       | 兵庫県   |      |
|                       | 水曜 2:00 - 2:30（火曜深夜） | 東北放送         | 宮城県   |      |
| 2006年4月6日 - 7月6日 | 木曜 1:30 - 2:00（水曜深夜） | 東京MXテレビ     | 東京都   |      |
|                       | 木曜 2:28 - 2:58（水曜深夜） | テレビ愛知       | 愛知県   |      |
| 2006年4月9日 - 7月9日 | 日曜 2:05 - 2:35（土曜深夜） | 広島ホームテレビ | 広島県   |      |
|                       | 日曜 2:40 - 3:10（土曜深夜） | TVQ九州放送      | 福岡県   |      |

| 配信開始日   | 配信時間 | 配信サイト         | 備考 |
| ------------ | -------- | ------------------ | ---- |
| 2008年2月8日 | -        | バンダイチャンネル |      |

#### 2009年版
本作の新作アニメーション（2009年版）は2009年4月から10月にかけて放送された。BSでは本放送終了後にWOWOWにて一挙放送された後、2017年4月からはNHK BSプレミアムにて再放送が行われた。CSではキッズステーションなどで放送された。
インターネット配信では2009年4月15日から角川グループの公式チャンネル「角川アニメチャンネル」 (YouTube) にて配信された。また、2016年5月3日および4日にアニメ放送10周年を記念して、AbemaTVにて「涼宮ハルヒの憂鬱 24時間ジャック」と題した全話一挙配信が行われた。2018年4月28日から5月6日までニコニコチャンネルにて「ぼくらの青春“2000年代アニメ”GW限定無料配信」と題して配信が行われた。
| 放送期間                      | 放送時間                     | 放送局       | 対象地域   | 備考 |
| ----------------------------- | ---------------------------- | ------------ | ---------- | ---- |
| 2009年4月3日 - 10月9日        | 金曜 0:40 - 1:10（木曜深夜） | サンテレビ   | 兵庫県     |      |
|                               | 金曜 1:00 - 1:30（木曜深夜） | テレ玉       | 埼玉県     |      |
|                               | 金曜 1:45 - 2:15（木曜深夜） | 新潟テレビ21 | 新潟県     |      |
| 2009年4月4日 - 10月10日       | 土曜 2:30 - 3:00（金曜深夜） | TOKYO MX     | 東京都     |      |
|                               | 土曜 3:15 - 3:45（金曜深夜） | tvk          | 神奈川県   |      |
| 2009年4月5日 - 10月11日       | 日曜 2:40 - 3:10（土曜深夜） | TVQ九州放送  | 福岡県     |      |
| 2009年4月6日 - 10月12日       | 月曜 1:10 - 1:40（日曜深夜） | テレビ和歌山 | 和歌山県   |      |
| 2009年4月7日 - 10月13日       | 火曜 1:30 - 2:00（月曜深夜） | テレビ北海道 | 北海道     |      |
| 2009年4月8日 - 10月14日       | 水曜 1:00 - 1:30（火曜深夜） | KBS京都      | 京都府     |      |
|                               | 水曜 1:29 - 1:59（火曜深夜） | 広島テレビ   | 広島県     |      |
|                               | 水曜 2:00 - 2:30（火曜深夜） | チバテレビ   | 千葉県     |      |
|                               |                              | 奈良テレビ   | 奈良県     |      |
|                               | 水曜 2:08 - 2:38（火曜深夜） | 仙台放送     | 宮城県     |      |
| 2009年4月15日 - 10月14日      | 水曜 3:25 - 3:55（火曜深夜） | メ〜テレ     | 中京広域圏 |      |
| 2009年10月19日 - 2010年5月3日 | 月曜 1:50 - 2:20（日曜深夜） | 熊本放送     | 熊本県     |      |

| 配信開始日    | 配信時間                | 配信サイト         | 備考                                          |
| ------------- | ----------------------- | ------------------ | --------------------------------------------- |
| 2009年4月15日 | 水曜 22:00 - 木曜 21:59 | YouTube            |                                               |
| 2013年9月20日 | -                       | GyaO!              | 全話無料配信（同月26日まで）                  |
| 2016年5月3日  |                         | AbemaTV            | 全話一挙（24時間連続）配信 / リピート放送あり |
| 2018年4月28日 |                         | ニコニコチャンネル | リピート放送あり                              |

### 日本国外
| 放送期間                                                              | 放送時間                                                            | 放送局           | 対象国     |
| --------------------------------------------------------------------- | ------------------------------------------------------------------- | ---------------- | ---------- |
| 2009年3月20日 - 6月19日 2010年9月4日 - 2011年4月9日                   | 23:30 - 翌0:00 3:10 - 3:40 23:15 - 23:45 3:15 - 3:45 （台湾標準時） | アニマックス台湾 | 台湾       |
| 2008年1月11日 - 2月22日                                               | 22:00 - 23:00 （韓国標準時）                                        | アニマックス韓国 | 韓国       |
| 2009年3月20日 - 6月19日 2010年9月4日 - 2011年4月9日                   | 23:30 - 翌0:00 3:10 - 3:40 23:15 - 23:45 3:15 - 3:45 （香港時間）   | TVB (J2)         | 香港       |
| 2009年4月1日 - 4月14日 2009年6月6日 - 6月19日 2009年8月11日 - 8月24日 | 22:00 - 22:30 （太平洋標準時）                                      | UTB              | アメリカ   |
| 2009年7月13日 -                                                       | 18:00 - 18:30 12:00 - 14:30 （フィリピン標準時）                    | TV5              | フィリピン |
| 2010年10月3日 -                                                       | 10:05 - 10:35 （中央ヨーロッパ時間）                                | Rai4             | イタリア   |

## DVD / Blu-ray

### DVD

#### TVアニメ
本作の第1期DVDは角川書店より2006年6月23日から2007年1月26日まで全7巻が発売された。2009年版DVDは角川書店より2009年8月28日から2010年3月26日まで全8巻が発売された。
国外では2007年5月から11月にかけて本作の英語版全4巻が角川ピクチャーズUSAやバンダイエンターテインメント、バングズーム！ エンタテイメントによって北米にて発売された。
| タイトル                                      | 発売日         | 収録内容                                 | 規格品番  | 規格品番  |
| タイトル                                      | 発売日         | 収録内容                                 | 限定版    | 通常版    |
| --------------------------------------------- | -------------- | ---------------------------------------- | --------- | --------- |
| 涼宮ハルヒの憂鬱 朝比奈ミクルの冒険 Episode00 | 2006年6月23日  | 朝比奈ミクルの冒険 Episode00             | KABA-1501 | KABA-1601 |
| 涼宮ハルヒの憂鬱 1                            | 2006年7月28日  | 涼宮ハルヒの憂鬱 I 涼宮ハルヒの憂鬱 II   | KABA-1502 | KABA-1602 |
| 涼宮ハルヒの憂鬱 2                            | 2006年8月25日  | 涼宮ハルヒの憂鬱 III 涼宮ハルヒの憂鬱 IV | KABA-1503 | KABA-1603 |
| 涼宮ハルヒの憂鬱 3                            | 2006年9月22日  | 涼宮ハルヒの憂鬱 V 涼宮ハルヒの憂鬱 VI   | KABA-1504 | KABA-1604 |
| 涼宮ハルヒの憂鬱 4                            | 2006年10月27日 | 涼宮ハルヒの退屈 ミステリックサイン      | KABA-1505 | KABA-1605 |
| 涼宮ハルヒの憂鬱 5                            | 2006年11月22日 | 孤島症候群（前編） 孤島症候群（後編）    | KABA-1506 | KABA-1606 |
| 涼宮ハルヒの憂鬱 6                            | 2006年12月22日 | ライブアライブ 射手座の日                | KABA-1507 | KABA-1607 |
| 涼宮ハルヒの憂鬱 7                            | 2007年1月26日  | サムデイ イン ザ レイン                  | KABA-1508 | KABA-1608 |

| タイトル                                                     | 発売日         | 収録内容                                   | 規格品番  | 規格品番  |
| タイトル                                                     | 発売日         | 収録内容                                   | 限定版    | 通常版    |
| ------------------------------------------------------------ | -------------- | ------------------------------------------ | --------- | --------- |
| 涼宮ハルヒの憂鬱 4 笹の葉ラプソディ（第1巻）                 | 2009年8月28日  | 笹の葉ラプソディ                           | KABA-6001 | KABA-6101 |
| 涼宮ハルヒの憂鬱 5.142857 エンドレスエイトI・II（第2巻）     | 2009年9月25日  | エンドレスエイト I エンドレスエイト II     | KABA-6002 | KABA-6102 |
| 涼宮ハルヒの憂鬱 5.285714 エンドレスエイトIII・IV（第3巻）   | 2009年10月30日 | エンドレスエイト III エンドレスエイト IV   | KABA-6003 | KABA-6103 |
| 涼宮ハルヒの憂鬱 5.428571 エンドレスエイトV・VI（第4巻）     | 2009年11月27日 | エンドレスエイト V エンドレスエイト VI     | KABA-6004 | KABA-6104 |
| 涼宮ハルヒの憂鬱 5.571428 エンドレスエイトVII・VIII（第5巻） | 2009年12月25日 | エンドレスエイト VII エンドレスエイト VIII | KABA-6005 | KABA-6105 |
| 涼宮ハルヒの憂鬱 5.714285 涼宮ハルヒの溜息I・II（第6巻）     | 2010年1月29日  | 涼宮ハルヒの溜息 I 涼宮ハルヒの溜息 II     | KABA-6006 | KABA-6106 |
| 涼宮ハルヒの憂鬱 5.857142 涼宮ハルヒの溜息III・IV（第7巻）   | 2010年2月26日  | 涼宮ハルヒの溜息 III 涼宮ハルヒの溜息 IV   | KABA-6007 | KABA-6107 |
| 涼宮ハルヒの憂鬱 5.999999 涼宮ハルヒの溜息V（第8巻）         | 2010年3月26日  | 涼宮ハルヒの溜息 V                         | KABA-6008 | KABA-6108 |

#### ライブ
| タイトル         | 発売日        | 規格品番  |
| ---------------- | ------------- | --------- |
| 涼宮ハルヒの激奏 | 2007年7月27日 | KABA-1609 |
| 涼宮ハルヒの弦奏 | 2010年2月26日 | KABA-1610 |

#### 特典映像
2010年9月24日にテレビアニメ『涼宮ハルヒの憂鬱』のDVD特典映像を再編集したDVD「『谷口が行く不思議発見の旅』DVDスペシャルエディション」が発売された。カットされた映像や蔵出し秘蔵映像が収録されている。
| タイトル                                              | 発売日        | 規格品番  |
| ----------------------------------------------------- | ------------- | --------- |
| 「谷口が行く不思議発見の旅」DVDスペシャルエディション | 2010年9月24日 | KWBA-822R |

### Blu-ray
2010年11月26日にブルーレイボックス「涼宮ハルヒの憂鬱ブルーレイコンプリートBOX」が発売された。本ブルーレイボックスは2009年版全28話が時系列順に収録されている。第1期のOP・ED映像はHDでの再撮影が行われた（本編はHDアップコンバート）ほか幾つかのカットはリテイクされている。また、『涼宮ハルヒの激奏』『涼宮ハルヒの弦奏』のイベント映像も付属されている。なお、秋葉原駅にて本ブルーレイボックスと『涼宮ハルヒの消失』DVD＆ブルーレイの広告が掲示された。
2014年8月29日にブルーレイボックス「涼宮ハルヒの憂鬱第1期シリーズBDBOX」が発売された。本ブルーレイボックスは第1期全14話が時系列順ではなく第1期の放送順で収録されている。特典としてサウンドトラックCDが2枚付属されている。
2016年12月18日にテレビアニメ放送10周年を記念したブルーレイボックス「涼宮ハルヒの大成 Super Blu-ray BOX」が発売された。本ブルーレイボックスは過去のコンプリートボックスには収録されていなかった劇場アニメ『涼宮ハルヒの消失』に加え、Webアニメ『涼宮ハルヒちゃんの憂鬱』『にょろーん ちゅるやさん』や、『涼宮ハルヒの激奏』のイベント映像も付属されている。第1期14話分は5.1chバージョンとして音響を再構成したものが収録。
| タイトル                                  | 発売日         | 規格品番  |
| ----------------------------------------- | -------------- | --------- |
| 涼宮ハルヒの憂鬱ブルーレイコンプリートBOX | 2010年11月26日 | KAXA-2000 |
| 涼宮ハルヒの憂鬱第1期シリーズBDBOX        | 2014年8月29日  | KAXA-9805 |
| 涼宮ハルヒの大成 Super Blu-ray BOX        | 2016年12月18日 | KAXA-9826 |

## CD

### 主題歌CD
| タイトル                                                          | 発売日        | 規格品番  |
| ----------------------------------------------------------------- | ------------- | --------- |
| 冒険でしょでしょ？                                                | 2006年4月26日 | LACM-4255 |
| ハレ晴レユカイ                                                    | 2006年5月10日 | LACM-4261 |
| 涼宮ハルヒの詰合 〜TVアニメ「涼宮ハルヒの憂鬱」劇中歌集シングル〜 | 2006年6月21日 | LACM-4268 |
| ハレ晴レユカイ（アナログ盤）                                      | 2007年3月18日 | LZM-2001  |
| Super Driver                                                      | 2009年7月22日 | LACM-4631 |
| 止マレ!                                                           | 2009年8月26日 | LACM-4640 |

| タイトル                                      | 発売日        | 規格品番     |
| --------------------------------------------- | ------------- | ------------ |
| 涼宮ハルヒの弦奏                              | 2009年6月24日 | LACA-5920    |
| 涼宮ハルヒの記録                              | 2009年8月5日  | LACA-5941    |
| 涼宮ハルヒの記憶                              | 2009年8月5日  | LACA-5942    |
| 涼宮ハルヒの憂鬱 -Super Remix- Full-Mix       | 2009年8月26日 | LACA-5950    |
| Imaginary ENOZ featuring HARUHI               | 2010年2月24日 | LACA-15005   |
| コンプリートサウンドトラック 涼宮ハルヒの完奏 | 2016年7月7日  | LACA-9460-64 |

### キャラクターソング
| タイトル                                               | 発売日        | 規格品番  |
| ------------------------------------------------------ | ------------- | --------- |
| 涼宮ハルヒの憂鬱 キャラクターソング Vol.1 涼宮ハルヒ   | 2006年7月5日  | LACM-4269 |
| 涼宮ハルヒの憂鬱 キャラクターソング Vol.2 長門有希     | 2006年7月5日  | LACM-4270 |
| 涼宮ハルヒの憂鬱 キャラクターソング Vol.3 朝比奈みくる | 2006年7月5日  | LACM-4271 |
| 涼宮ハルヒの憂鬱 キャラクターソング Vol.4 鶴屋さん     | 2006年12月6日 | LACM-4323 |
| 涼宮ハルヒの憂鬱 キャラクターソング Vol.5 朝倉涼子     | 2006年12月6日 | LACM-4324 |
| 涼宮ハルヒの憂鬱 キャラクターソング Vol.6 キョンの妹   | 2007年1月24日 | LACM-4341 |
| 涼宮ハルヒの憂鬱 キャラクターソング Vol.7 喜緑江美里   | 2007年1月24日 | LACM-4342 |
| 涼宮ハルヒの憂鬱 キャラクターソング Vol.8 古泉一樹     | 2007年2月21日 | LACM-4355 |
| 涼宮ハルヒの憂鬱 キャラクターソング Vol.9 キョン       | 2007年2月21日 | LACM-4356 |

| タイトル                                                 | 発売日         | 規格品番  |
| -------------------------------------------------------- | -------------- | --------- |
| 涼宮ハルヒの憂鬱 新キャラクターソング Vol.1 涼宮ハルヒ   | 2009年9月30日  | LACM-4650 |
| 涼宮ハルヒの憂鬱 新キャラクターソング Vol.2 長門有希     | 2009年9月30日  | LACM-4651 |
| 涼宮ハルヒの憂鬱 新キャラクターソング Vol.3 朝比奈みくる | 2009年9月30日  | LACM-4652 |
| 涼宮ハルヒの憂鬱 新キャラクターソング Vol.4 古泉一樹     | 2009年11月18日 | LACM-4659 |
| 涼宮ハルヒの憂鬱 新キャラクターソング Vol.5 キョン       | 2009年12月9日  | LACM-4660 |
| 涼宮ハルヒの憂鬱 新キャラクターソング Vol.6 鶴屋さん     | 2009年12月9日  | LACM-4668 |
| 涼宮ハルヒの憂鬱 新キャラクターソング Vol.7 谷口         | 2009年12月9日  | LACM-4669 |

### ラジオ番組CD
| タイトル         | 発売日         | 規格品番  |
| ---------------- | -------------- | --------- |
| 最強パレパレード | 2006年11月22日 | LACA-4316 |

| タイトル                                        | 発売日         | 規格品番  |
| ----------------------------------------------- | -------------- | --------- |
| 涼宮ハルヒの憂鬱 SOS団ラジオ支部 番外編CD Vol.1 | 2006年7月5日   | LACA-5523 |
| 涼宮ハルヒの憂鬱 SOS団ラジオ支部 番外編CD Vol.2 | 2006年9月21日  | LACA-5556 |
| 涼宮ハルヒの憂鬱 SOS団ラジオ支部 番外編CD Vol.3 | 2006年12月21日 | LACA-5584 |

### ドラマCD
| タイトル           | 発売日        | 規格品番  |
| ------------------ | ------------- | --------- |
| サウンドアラウンド | 2007年1月27日 | LACA-5585 |

### アルバム
| タイトル                                                | 発売日        | 規格品番  |
| ------------------------------------------------------- | ------------- | --------- |
| 世界が夢見るユメノナカ                                  | 2008年1月23日 | LACA-5728 |
| 涼宮ハルヒの激動 ボーカルミニアルバム                   | 2009年1月21日 | LACA-5830 |
| 涼宮ハルヒの直列、涼宮ハルヒの並列 ボーカルミニアルバム | 2009年3月25日 | LACA-5883 |

## パチンコ・パチスロ

### CRフィーバー涼宮ハルヒの憂鬱
2014年7月22日にSANKYOより導入された本作のパチンコ台。ライトノベル原作の作品としては『スレイヤーズ』『モーレツ宇宙海賊』に次ぐ三作目のタイアップ機となる。また、本パチンコ台の導入を記念して同年6月1日よりキャンペーン「Haruhi Hunting」（ハルヒハンティング）が開催された。
本パチンコ台で収録されている楽曲の中で、劇中歌「Lost my music」には完全新作のPVが、キャラクターソング「パラレルDays」（涼宮ハルヒ）、「雪、無音、窓辺にて。」（長門有希）、「見つけてHappy Life」（朝比奈みくる）には作中映像を編集したオリジナルPVがそれぞれ用意されている。

#### 開発
開発陣はパチンコ台を作り上げていく上で「ハルヒがパチンコを作ったらどうなるか？」を念頭においており、「ハルヒのパチンコ台はハルヒらしく」「全てにおいて予想の斜め上を行く仕様」を目指していった。それによって、演出やプログラムが制作陣の想定を上回る出来になるケースが何度も見られた。
本パチンコ台は「回る」をコンセプトに設計が行われている。コンセプトの候補には「回る」以外にも「ツンデレ」「日常 / 非日常」などハルヒシリーズを連想させるワードが挙げられたものの、結果的にはハルヒを中心に世界が回っている世界観やループ演出などとの相性の良さから「回る」が採用された。
開発の途中段階でミニSOS団（のフィギュア）が踊ることで演出を盛り上げる要素が追加されている。1曲分の振付のプログラミング作成には約2週間の時間を要しており、最終的に数か月の時間をかけて全てのギミックを完成させた。なお、今回作られたミニSOS団のフィギュアは細かく動くように設計されているが、ここまで細かく動くフィギュアが搭載された筐体が製造されるのは業界初だったとのこと。

#### コラボレーション
2015年7月6日よりPC向けパチンコ・パチスロオンラインゲーム「777town.net」にて本作が配信された。また、同年12月21日よりAndroid向けパチンコ・パチスロゲームアプリ「777town for Android」にて本作が配信された。
2018年8月17日からパチンコ・パチスロの楽曲を使用したリズムアクションゲーム「7RHYTHM-ナナリズム-」にてコラボレーションイベントが開催された。

### パチスロ 涼宮ハルヒの憂鬱
2016年12月12日にSANKYOより導入された本作のパチスロ台。同月18日に本パチスロの主題歌「SIXTH SENSE ADVENTURE」が配信されており、この楽曲を動画付きで聴くことができる。同月22日には本パチスロ台の導入を記念したニコニコ生放送が行われた。

#### 評価
ライターのひろ吉は本機における最大の特徴として「ダブルルートシステム（2つの大当りへの道のり）」を挙げており、本来的な1種2種混合機のゲーム性となっていると述べている。また、ひろ吉は本機が「低設定でも初当りを引ければ万枚のチャンスがある」ことから高いポテンシャルが魅力だとした上で、アシストリプレイタイム中やボーナス突入時に好きな楽曲を選んでプレイすることが出来る点が最高だったと称賛している。

## 聖地

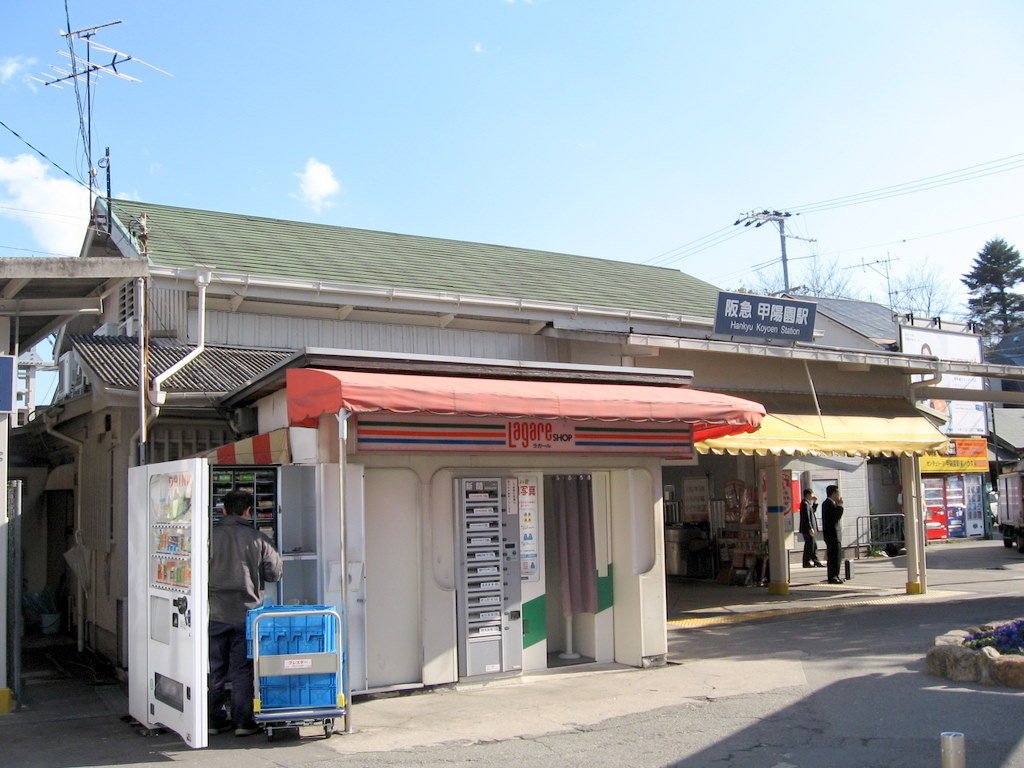
阪急甲陽園駅

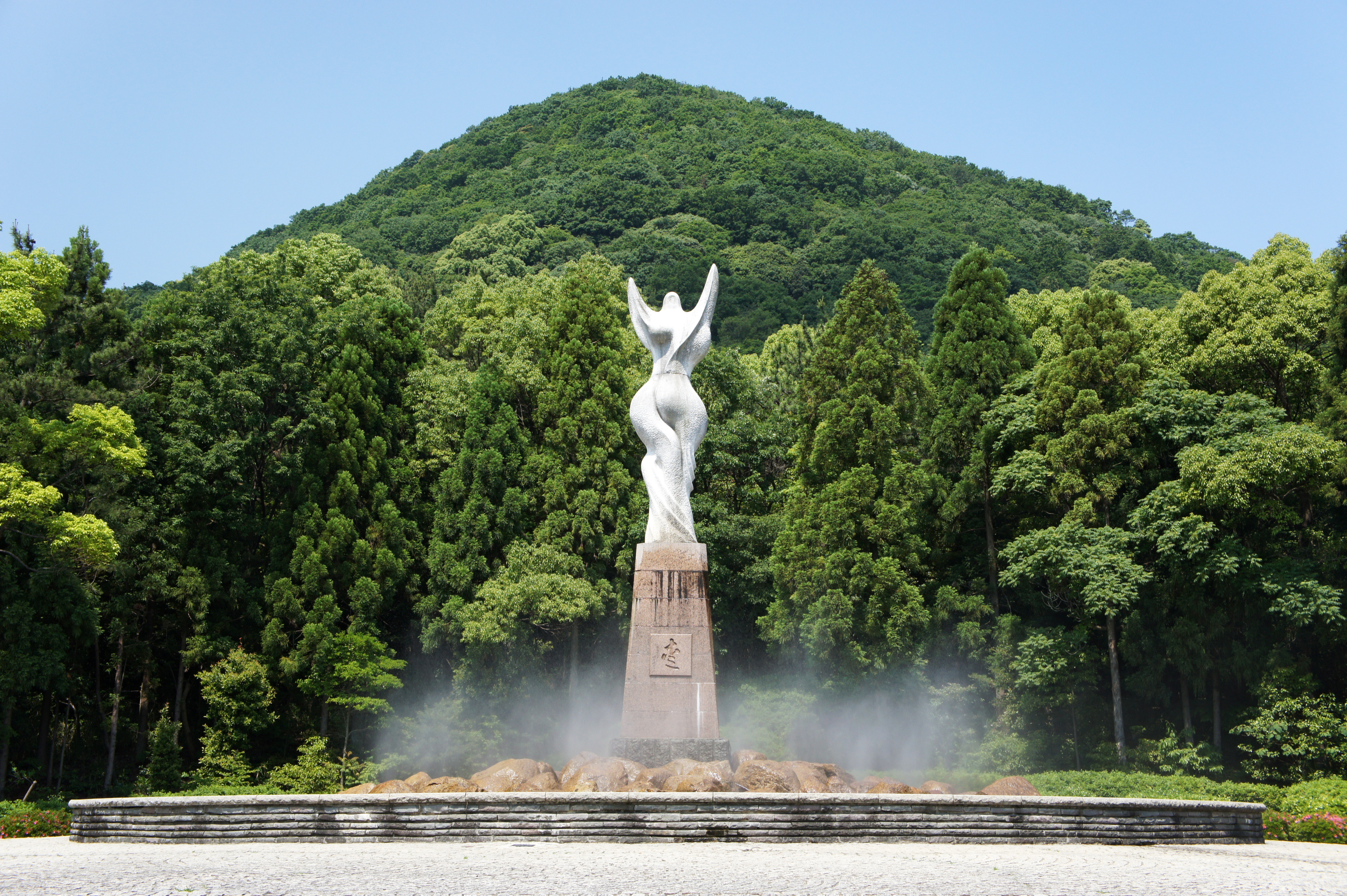
甲山（甲山森林公園から）

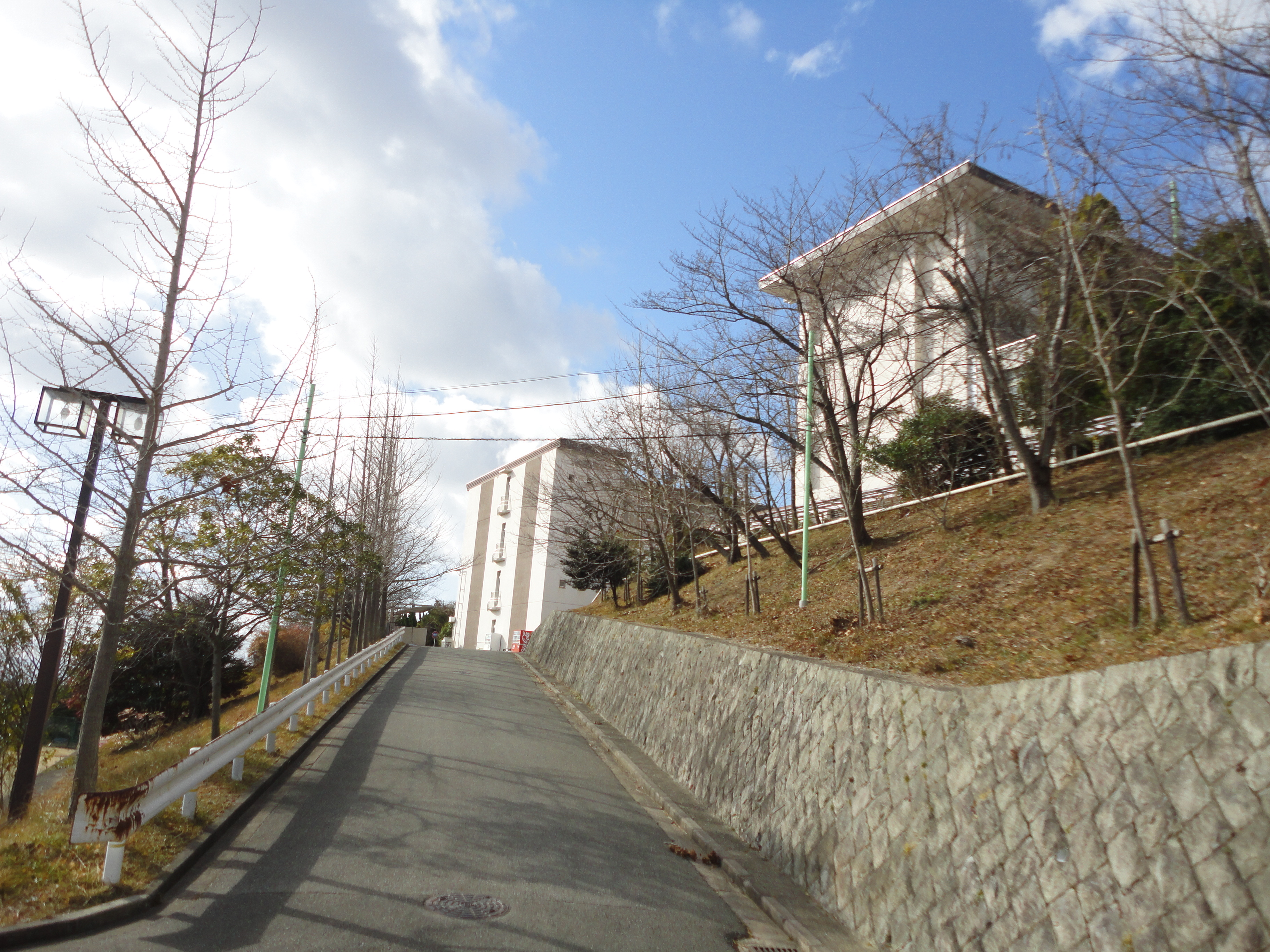
兵庫県立西宮北高等学校
作中においてハルヒたちが通っている「県立北高校」のモデルとなった高等学校。原作小説の著者・谷川流が兵庫県西宮市出身であることから、谷川の出身校である兵庫県立西宮北高等学校がモデルとなり、テレビアニメ製作におけるロケハンでは本校の外観や地理的条件が県立北高校に反映された。
同校の西門には休日になるとカメラを持った中高年や外国人のファンが多く訪れており、その大半は外観を眺めるだけだが、中にはグラウンドに「SOS」と白線で落書きしたり、トイレを使用するために無断で校内に立ち入るファンもおり、同校がホームページにて「基本的に関係者以外の立ち入りは断っている」と呼び掛ける事態となった。
ハルヒ坂
作中においてキョンたちが学校へ登校する坂道のモデルとなった坂道。兵庫県立西宮北高等学校と西宮市立苦楽園小学校の間に位置する坂道であり、涼宮ハルヒシリーズのファンからは「ハルヒ坂」と呼ばれている。
武本はハルヒ坂に何度もロケを行っており、ハルヒがこの場所に立ったことを実感したという。また、武本は「坂道はいい。上下の空間の広がりが映像をドラマチックにする」と述べている。
西宮市立上ケ原中学校
作中の「3年前」に涼宮ハルヒが「校庭落書き事件」を起こした「市立東中学校（東中）」の校舎のモデルとなった中学校で、谷川の母校でもある。
西宮市立大社中学校
上述の「市立東中学校（東中）」の門のモデルとなった中学校。文芸評論家の土居豊はキョンが谷川自身の投影であるとすれば、キョンと涼宮ハルヒの出身中学校が違うという設定になっていることから、涼宮ハルヒの出身中学校は西宮市立上ケ原中学校ではないと考察している。土居は涼宮ハルヒの出身中学について以下のように述べている。

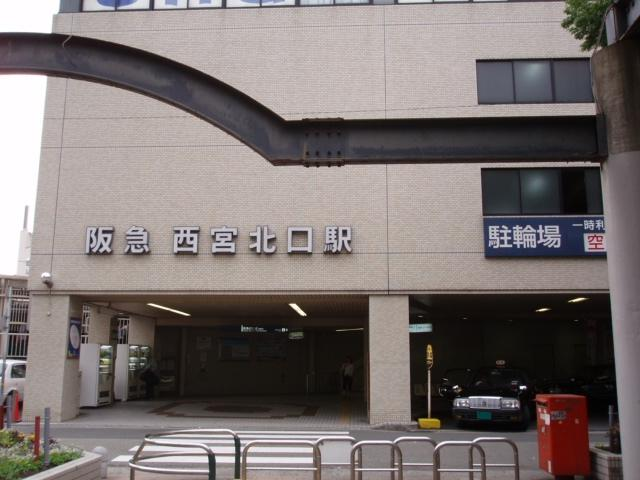
阪急西宮北口駅北西口

西宮北口駅（阪急神戸本線・今津線）
作中においてSOS団メンバーが県立北高校以外で集合場所に使っている「北口駅」のモデルとなった駅。なお、SOS団メンバーが実際に待ち合わせしていたのは駅構内ではなく駅前広場（北口公園広場）であり、広場内には時計塔などのオブジェが存在する。
時計塔は2009年夏から開始された北口公園広場の改修工事に伴って撤去されたが、ファンが時計塔の再設置を市に要請し続けた結果、約5年ぶりに再設置が行われ、2014年4月12日に除幕式を迎えた。2021年にはこの時計をモチーフとしたペーパークラフト「西宮風景箱 - SOS団の集合場所」が発売された。
甲陽園駅（阪急甲陽線）
作中に登場する「光陽園駅」のモデルとなった駅。エピソード「涼宮ハルヒの憂鬱V」では踏切の場面で、阪急6000系電車が通り過ぎる様子が描かれている。また、作中では本駅の自転車置場と思われる場所が登場しており、この自転車置場を訪れるファンも多い。
夙川
作中に登場する「祝川」のモデルとなった河川で、花見の名所でもある。夙川の河川敷沿いに存在する夙川公園は、作中でみくるがキョンに未来人であることを明かした場所である。
珈琲屋ドリーム
SOS団が日常的に溜まり場として使用してる喫茶店。谷川が常連客として訪れている喫茶店でもある。店のマスターによれば、テレビアニメ放送の1年ほど前に谷川とテレビアニメの製作スタッフ（総勢20名）が写真撮影に訪れており、中には床に這いつくばって写真を撮るスタッフも存在していたとのこと。
テレビアニメでは忠実に再現された店内の様子がファンの間で話題となり、店内には若い客層が多く集まるようになった。マスターは「地元の常連客と日本中の若者が一緒になって盛り上がっている」と喜んでいたという。また、ゼミの一環で訪れる学生や韓国や台湾、アメリカなどの外国人観光客の来店も多く、『涼宮ハルヒの驚愕』が刊行された2011年5月前後も客が殺到した。なお、テレビアニメ終了後に店舗は移転しており、移転後の店舗内はテレビアニメ放送当時とは異なる。
マスターによれば、新型コロナウイルス感染症 (COVID-19) の影響下においてもアニメファンによって店の売上が支えられているとのこと。
西宮市立中央図書館
作中においてキョンと長門が訪れた市立図書館。なお、原作で二人が訪れたのは西宮北口駅そばにある「西宮市立北口図書館」である。
西宮市立中央運動公園
作中でSOS団と上ヶ原パイレーツが野球の試合を行った野球場がある公園。
甲山
作中の登場人物・鶴屋さんの家が所有している「鶴屋山」のモデルとなった山。
阪急梅田と阪神百貨店前の交差点
キョンたちが異次元空間に飛ばされた場所のモデルとなった場所。土居は本作では異次元空間に現れた光る怪物が梅田の風景を破壊するが、こういったアニメの中で実際の風景が破壊される時に「何を破壊するか？」というのは作品のテーマにも繋がる問題であり、谷川の無意識な願望を表してしまうことにもなりかねないとしている。
武庫川 / 武庫川の河川敷
SOS団が花火をする河原のモデルとなったとされる河川敷。また、釣りをするエピソードで登場した川も武庫川がモデルになっているとされており、土居は西宮市で以前から行われているハゼ釣り大会を参考にしているのではないかと推測している。

## イベント・企画

### 涼宮ハルヒの激奏
2007年3月18日に大宮ソニックシティにて開催された、テレビアニメ『涼宮ハルヒの憂鬱』のライブイベント。同年7月27日には本イベントのライブDVD『涼宮ハルヒの激奏』が発売された。

### 涼宮ハルヒの弦奏
2009年4月29日に東京厚生年金会館で行われた、テレビアニメ『涼宮ハルヒの憂鬱』の劇中歌を演奏したクラシックコンサートイベント。同年6月24日には本イベントのアルバムCD『涼宮ハルヒの弦奏』（演奏：東京フィルハーモニー交響楽団）が、翌年2月26日には本イベントのライブDVD『涼宮ハルヒの弦奏』がそれぞれ発売された。2024年1月20日には原作小説「涼宮ハルヒシリーズ」の刊行20周年を記念して、川口リリアホール メインホールで「涼宮ハルヒの弦奏 Revival」が開催された。

### ハルヒサマーフェス2012
2012年8月25日 - 26日に夙川学院増谷記念館にて開催されたファン有志によるイベント。作中舞台となる西宮市を盛り上げようとするものであり、聖地巡礼のパネル紹介や体験ツアー、観光を発展させる方策などの研究報告などが行われた。本イベントは、アニメや漫画のファン・研究者らが2012年に「関西新文化振興会」発足させ、本イベントを企画したことから始まった。また、翌年8月25日にも同校にて「ハルヒサマーフェス2013」が開催された。
毎日新聞は本イベントの特徴として「ファンのみの手で開催されている」ことを挙げており、関西新文化振興会によれば、「会員が面白いと思ったことをやっているだけなので、積極的に行政に協力を呼びかけているわけではない」とのこと。また、「学術的な研究発表が行われている」ことも本イベントの特徴だとしており、研究発表の場が設けられたのは「『文教地区』と呼ばれる西宮市の特色を出すため」であるという。

### Haruhi Hunting
2014年6月1日から行われた本作のパチンコ台「CRフィーバー涼宮ハルヒの憂鬱」の導入に先駆けた記念キャンペーン。1本の動画を全707コマのイラスト（これらのイラストは「カケラ」と呼ばれる）に分解し、それを全国にある街の看板やWeb広告、雑誌広告として拡散させ、それらのイラストをユーザーが撮影してキャンペーンサイトに投稿することで1本のアニメーション動画を完成させていくというものである。今回完成されたアニメーション動画は本作の劇中歌「Lost My Music」を使用したMVとなっている。2014年11月26日にはヤフーが主催する「Yahoo! JAPAN インターネット クリエイティブアワード2014」にて本キャンペーンが「企業の部 スマートデバイス広告・キャンペーン部門 ゴールド」を受賞している。
ライターの平田順子は、基本的にユーザーにとって「広告はジャマだと思われるもの」だというクリエイティブディレクター・中村洋基の考えを引用したうえで、本キャンペーンは広告を「視界に入ってしまうもの」から「探して集めるもの」へと変えていったと述べている。

### オーケストラ演奏会
ハルヒシリーズの楽曲をプログラムとする演奏会が、舞台である兵庫県西宮市を拠点として活動を行うアマチュアオーケストラ「NON管弦楽団」によって過去3度行われている。第1回定期演奏会（2014年7月5日開催 / 西宮市立夙川公民館）では『朝比奈ミクルの冒険』、『涼宮ハルヒの憂鬱』のOSTが、第2回定期演奏会（2015年10月12日 / 兵庫県立芸術文化センター）では『涼宮ハルヒの憂鬱』より「エンドレスエイト」が、第3回定期演奏会（2016年11月19日 / 兵庫県立尼崎青少年創造劇場「ピッコロシアター」）では映画『涼宮ハルヒの消失』OST全曲がそれぞれ演奏された。
テレビアニメ『涼宮ハルヒの憂鬱』の放送が「NON管弦楽団」発足のきっかけとなっており、団体名も「SOS団」にちなんだものとなっている。同団体の団長は第1期放送の翌年となる2007年に初の聖地巡礼を行っており、「音楽があれば、もっと作品に入り込めるんじゃないかと思った」と同団体結成の経緯について話している。2014年7月5日発行の『毎日新聞』には「アニメファンには作品ゆかりの場所に足を運ぶ『聖地巡礼』がブームだが、その参加者らによるアマオーケストラは珍しい」とコメントされている。

### 飛び出しハルヒ
2014年に喫茶店ドリームを利用するファンらが「地元住民にも作品が愛されるように」という目的で飛び出し坊やを模して製作した看板。西宮北口駅近くに8か所設置しており、それぞれの設置場所はあえて公表していない。2018年8月8日発行の『神戸新聞』には「地域の安全をアニメで守りたい。看板には『オタク』たちの熱い思いが込められている」とコメントされている。

### 涼宮ハルヒの獄音
2016年7月9日に立川シネマシティと塚口サンサン劇場で開催された、テレビアニメ『涼宮ハルヒの憂鬱』第1期の劇場上映イベント。

### エンドレスエイト88時間生放送〜およそ1/9077長門有希体験〜
2018年8月28日から31日にニコニコ生放送にて実施された、テレビアニメ（2009年版）のエピソード「エンドレスエイト」を疑似体験できる生放送企画。なお、ユーザーが88時間の放送を全て視聴した場合、テレビアニメ内の長門が経験した9077分の1の時間軸を体験したことになる。

### 「涼宮ハルヒの憂鬱 笹の葉ラプソディ」展
2020年7月7日から26日にAKIHABARAゲーマーズにて開催された、エピソード「笹の葉ラプソディ」が収録された原作ライトノベル『涼宮ハルヒの退屈』の発売から16年後を迎えたことを記念したイベント。16年後とは、作中にて涼宮ハルヒが「みんな、書いた内容を覚えておくのよ。今から16年が最初のポイントよ。誰の願いを彦星が叶えてくれるか勝負よ！」という台詞が由来となっている。

### ENOZスペシャルライブ
2020年11月28日に原作ライトノベル『涼宮ハルヒの直観』の発売を記念して某所にて開催されたスペシャルライブ。「ENOZの曲を演奏してほしい」という涼宮ハルヒ（声：平野綾）の呼びかけによって、ボーカル＆ギター担当の橋村姫、ギター担当の瀬川千鶴、ベース担当のカワノアキ、ドラム担当のMiMiの4名が集結した。本ライブでは「God knows...」「Lost my music」を含む6曲が演奏された。

### 涼宮ハルヒの探訪
2020年12月19日にところざわサクラタウンにて開催されたトークイベント。登壇者である茅原実里（長門有希 役）と白石稔（谷口 役）が本作の聖地・西宮市と神戸市へのロケを事前に敢行しており、このロケ映像を視聴しながらアニメ放映当時やロケの際のエピソードが語られた。

### スポーツイベント
2022年10月1日に関西学院大学でスポーツを生かしたまちづくりなどを研究するゼミに所属する学生13人が企画したスポーツイベントが行われた。内容は作中でキョンが学校の運動場に描いた絵柄の文字を実際にグラウンドに描く、ハルヒダンスを学生らと一緒に踊る、など5つの種目で構成された。アニメでまちおこしに取り組む印刷会社に同ゼミの卒業生が勤務していたことから、アニメとスポーツを融合した地域活性化策として本イベントが行われることとなった。

## コラボレーション

### 商品
2010年4月にロッテのガム「ACUO」のCMにSOS団の女性キャラクターが登場した。ガムを噛む俳優・生田斗真の息を吸ったブティック店員が朝比奈みくるに、店長が涼宮ハルヒに変身する演出が注目された。土居はCMで本作のキャラクターが登場したことは、本作が世間に認知されていることの裏付けであると述べている。
2010年7月にポッカサッポロフード&ビバレッジと本作のコラボ商品「涼宮ハルヒの果汁」が発売された。また、同年12月には同社と本作のコラボ商品「長門有希の珈琲」が発売された。本コラボはアニメ雑誌『月刊ニュータイプ』の創刊25周年を記念したものである。
本作の聖地・珈琲屋ドリームと本作とのコラボレーション商品「特製ドリップコーヒーパック」が発売された。本コラボは西宮商工会議所から依頼を受けた印刷会社・兵田印刷工芸が提案したことから実現に至った。2021年1月23日発行の『神戸新聞』には「観光振興の新たな呼び水として期待される」とコメントされている。
2022年12月下旬から2023年1月上旬にかけてオンキヨーと本作のコラボレーション商品「TVアニメ『涼宮ハルヒの憂鬱』15周年記念コラボ完全ワイヤレスイヤフォン」が販売された。

### ゲーム
2011年4月から6月にかけてオンラインゲーム『テイルズウィーバー』とのタイアップイベントが実施された。
2016年12月から2017年1月にかけてオンラインゲーム『RED STONE』に「県立北高校」のコスチュームやSOS団員の5人に変身できるマジカルリングなどが登場した。
スマートフォン向けリズムゲーム『D4DJ Groovy Mix』に劇中歌である「God knows...」の原曲が追加された。
本作は以下のソーシャルゲームとコラボを開催した。
| 開催時期                | タイトル                                                 | 出典    |
| ----------------------- | -------------------------------------------------------- | ------- |
| 2021年5月1日 - 14日     | 八月のシンデレラナイン（第1弾）                          | [ 411 ] |
| 2021年8月13日 - 26日    | アイドルマスター シンデレラガールズ スターライトステージ | [ 412 ] |
| 2021年8月16日 - 30日    | ワールドフリッパー                                       | [ 413 ] |
| 2022年5月1日 - 16日     | 八月のシンデレラナイン（第2弾）                          | [ 414 ] |
| 2023年4月1日 - 17日     | ひぐらしのなく頃に 命                                    |         |
| 2023年5月1日 - 16日     | 八月のシンデレラナイン（第3弾）                          | [ 415 ] |
| 2023年7月31日 - 8月20日 | この素晴らしい世界に祝福を! ファンタスティックデイズ     | [ 416 ] |
| 2025年2月25日 - 3月20日 | IDOLY PRIDE                                              |         |

### その他
2021年に福井県越前市の紙の文化博物館にて版画制作事務所「版三」と本作を含めた複数のアニメキャラクターのコラボ作品展「越前和紙と現代の浮世絵」が開催された。木画版の用紙には越前和紙職人で人間国宝の9代目岩野市兵衛による生漉奉書紙が使用されている。岩野は最も気に入っている展示作品として本作の浮世絵を挙げている。
テレビアニメ『ぼくたちのリメイク』の第5話でメインキャラの小暮奈々子（CV:愛美）が「God knows...」を作中で歌唱し、このコラボを記念してメインキャラの志野亜貴が涼宮ハルヒの姿に扮したビジュアルが公開された。
2022年7月23日から9月25日まで、本作と阪神電気鉄道とのコラボレーション企画「涼宮ハルヒの巡遊」が開催された。当コラボでは武庫川線車両の特別装飾や記念入場券の発売、甲子園歴史館での場面写展、西宮市内でのデジタルスタンプラリーなどが行われた。また、2022年9月18日に阪神甲子園球場で行われた阪神タイガース対ヤクルトスワローズ戦の試合を「涼宮ハルヒの球宴」として開催し、茅原実里（長門有希 役）によるファーストピッチセレモニーのほか、茅原実里、伊藤敦（企画プロデューサー）、斎藤滋（音楽プロデューサー）によるトークショーやコラボグッズの販売などが行われた。

## 関連メディア

### ラジオ番組
2006年2月3日から12月29日までラジオ関西で放送されたラジオ番組。パーソナリティは平野綾、茅原実里、後藤邑子が務めた。また、同年には本ラジオの主題歌シングル「最強パレパレード」や番外編を収録した3枚のアルバムがそれぞれ発売された。

### アニメーション

#### Webアニメ
YouTubeにてアニメ『涼宮ハルヒちゃんの憂鬱』と『にょろーん☆ちゅるやさん』の第1話が2009年2月14日に同日配信された。『涼宮ハルヒちゃんの憂鬱』は同年5月13日まで全25話、『にょろーん☆ちゅるやさん』は同年5月13日まで全13話の配信がそれぞれ行われた。両者とも本作のスピンオフ作品となっている。

#### 劇場版
2010年2月6日に劇場アニメ『涼宮ハルヒの消失』が公開された。本作（2009年版）の続編であり、テレビシリーズの集大成的な位置付けとなっている。

### アプリケーション
以下のアプリケーションがリリースされた。特記のない限り対応機種はiPhone。
| タイトル                                             | リリース日     | 出典    |
| ---------------------------------------------------- | -------------- | ------- |
| ハルヒ壁紙V                                          | 2010年10月2日  | [ 257 ] |
| AniTwi 涼宮ハルヒの憂鬱                              | 2010年11月14日 | [ 257 ] |
| ハルヒ壁紙                                           | 2010年12月24日 | [ 257 ] |
| 有希壁紙                                             | 2010年12月24日 | [ 257 ] |
| みくる壁紙                                           | 2010年12月24日 | [ 257 ] |
| キョン古泉壁紙                                       | 2010年12月24日 | [ 257 ] |
| ハルヒの暦                                           | 2010年12月24日 | [ 257 ] |
| ハルヒ時計I                                          | 2010年12月24日 | [ 257 ] |
| ハルヒ時計II                                         | 2010年12月24日 | [ 257 ] |
| ハルヒ時計III                                        | 2010年12月24日 | [ 257 ] |
| ハルヒマスコット                                     | 2010年12月24日 | [ 257 ] |
| 有希マスコット                                       | 2010年12月24日 | [ 257 ] |
| みくるマスコット                                     | 2010年12月24日 | [ 257 ] |
| キョンマスコット                                     | 2010年12月24日 | [ 257 ] |
| 古泉マスコット                                       | 2010年12月24日 | [ 257 ] |
| SOS団マスコット                                      | 2010年12月24日 | [ 257 ] |
| アニメロイド「涼宮ハルヒのBOOK☆WALKERナビ」 (iPad)   | 2011年4月25日  | [ 426 ] |
| アニメロイド「長門有希のBOOK☆WALKERナビ」 (iPad)     | 2011年5月25日  | [ 427 ] |
| アニメロイド「朝比奈みくるのBOOK☆WALKERナビ」 (iPad) | 2011年5月25日  | [ 427 ] |
| 涼宮ハルヒのBOOK☆WALKER (iPad)                       | 2011年5月25日  | [ 427 ] |
| 涼宮ハルヒのあにポケ                                 | 2011年7月7日   | [ 428 ] |
| 長門有希のあにポケ                                   | 2011年7月7日   | [ 428 ] |
| 朝比奈みくるのあにポケ                               | 2011年7月7日   | [ 428 ] |

### ゲーム

#### カードゲーム
| タイトル                               | 発売月    | 出典    |
| -------------------------------------- | --------- | ------- |
| 涼宮ハルヒの憂鬱・キャラセリフかるた集 | 2010年1月 | [ 429 ] |
| 涼宮ハルヒの憂鬱・コミュカ             | 2010年2月 | [ 430 ] |

#### コンピュータゲーム
以下のコンピュータゲームが発売（配信）された。
| タイトル（対応機種）                                                   | 発売日 / 配信日 | 出典    |
| ---------------------------------------------------------------------- | --------------- | ------- |
| 涼宮ハルヒの約束（PSP）                                                | 2007年12月27日  | [ 431 ] |
| 涼宮ハルヒの戸惑（PS2）                                                | 2008年1月31日   | [ 64 ]  |
| 涼宮ハルヒの激動（Wii）                                                | 2009年1月22日   | [ 67 ]  |
| 涼宮ハルヒの並列（Wii）                                                | 2009年3月26日   | [ 432 ] |
| 涼宮ハルヒの直列（DS）                                                 | 2009年5月28日   | [ 67 ]  |
| TDOS3 for iPhone (iPhone / iPod touch)                                 | 2010年2月16日   | [ 433 ] |
| TDOS3 Drill Edition for iPhone (iPhone / iPod touch)                   | 2010年2月16日   | [ 257 ] |
| 長門有希のイラスト＆パズル for iPad（iPad）                            | 2010年11月10日  | [ 434 ] |
| 涼宮ハルヒの憂鬱 スタンプリー（iPhone / Android）                      | 2010年12月19日  | [ 435 ] |
| 「涼宮ハルヒの憂鬱」イラスト＆パズル デラックス版 for iPhone（iPhone） | 2011年1月5日    | [ 427 ] |
| 涼宮ハルヒの団結（GREE Platform）                                      | 2011年6月15日   | [ 427 ] |
| 涼宮ハルヒの転生（スマートフォン / フィーチャーフォン）                | 2012年6月28日   | [ 436 ] |

## 関連書籍

### 公式ファンブック
- コンプティーク（編） 『オフィシャルファンブック 涼宮ハルヒの公式』 角川書店、2006年8月25日初版発行（同日発売[422]）、ISBN 4-04-853991-4
  - テレビアニメ『涼宮ハルヒの憂鬱』のオフィシャルファンブック。各キャラクターの設定や第1期全14話のレビュー、スタッフ・キャスト陣へのインタビュー、脚本担当の谷川流と賀東招二の対談などが収録されている[195]。

### キャラクターブック
- ニュータイプ（編） 『涼宮ハルヒの憂鬱 超月刊』 角川書店、全4冊
  - 「ハルヒ」2009年4月10日初版発行（4月8日発売[437]）、ISBN 978-4-04-854327-9
  - 「みくる」2009年4月10日初版発行（4月8日発売[438]）、ISBN 978-4-04-854328-6
  - 「長門」2009年5月9日初版発行（5月7日発売[439]）、ISBN 978-4-04-854329-3
  - 「キョン＆古泉」2009年5月9日初版発行（5月7日発売[440]）、ISBN 978-4-04-854330-9
    - テレビアニメ『涼宮ハルヒの憂鬱』初となるキャラクターブック[441]。キャラクター解説や描き下ろしアニメイラスト、トリビュートイラストなどが収録されている[442]。

### 画集
- ニュータイプ（編） 『涼宮ハルヒイラストレーションズ』 角川書店、全2冊
  - 「春・夏」2010年7月30日初版発行（7月29日発売[443]）、ISBN 978-4-04-854520-4
  - 「秋・冬」2010年9月30日初版発行（9月27日発売[444]）、ISBN 978-4-04-854528-0
    - 『涼宮ハルヒシリーズ』初となるアニメイラスト画集。テレビアニメ第1期から劇場版『涼宮ハルヒの消失』までの間に描かれた本作のアニメイラストが2冊に分けて収録されている[445]。

### ムック
- ニュータイプ（編） 『フィーバー 涼宮ハルヒの憂鬱 〜Haruhi On Stage!!!〜 涼宮ハルヒの憂鬱』 KADOKAWA〈カドカワムック〉、2014年8月4日初版発行（同日発売[446]）、ISBN 978-4-04-102160-6
  - パチンコ台「フィーバー 涼宮ハルヒの憂鬱」のオフィシャルファンブック。本パチンコ台の攻略情報や開発陣へのインタビュー、長門有希役の茅原実里へのインタビューなどが収録されている[359]。